# Liste der Biografien/Vie
Liste der Biografien |
Portal Biografien |
Personensuche
# |
A |
B |
C |
D |
E |
F |
G |
H |
I |
J |
K |
L |
M |
N |
O |
P |
Q |
R |
S |
T |
U |
V |
W |
X |
Y |
Z |
?
 
Va |
Vd |
Ve |
Vh |
Vi |
Vj |
Vl |
Vn |
Vo |
Vr |
Vs |
Vt |
Vu |
Vy
 
Via |
Vib |
Vic |
Vid |
Vie |
Vif |
Vig |
Vih |
Vii |
Vij |
Vik |
Vil |
Vim |
Vin |
Vio |
Vip |
Viq |
Vir |
Vis |
Vit |
Viu |
Viv |
Vix |
Viy |
Viz
Die Liste der Biografien führt alle Personen auf, die in der deutschsprachigen Wikipedia einen Artikel haben. Dieses ist eine Teilliste mit 544 Einträgen von Personen, deren Namen mit den Buchstaben „Vie“ beginnt.

## Vie
- Vie, Visa (* 1987), deutsche ModeratorinVisa Vie (* 1987)

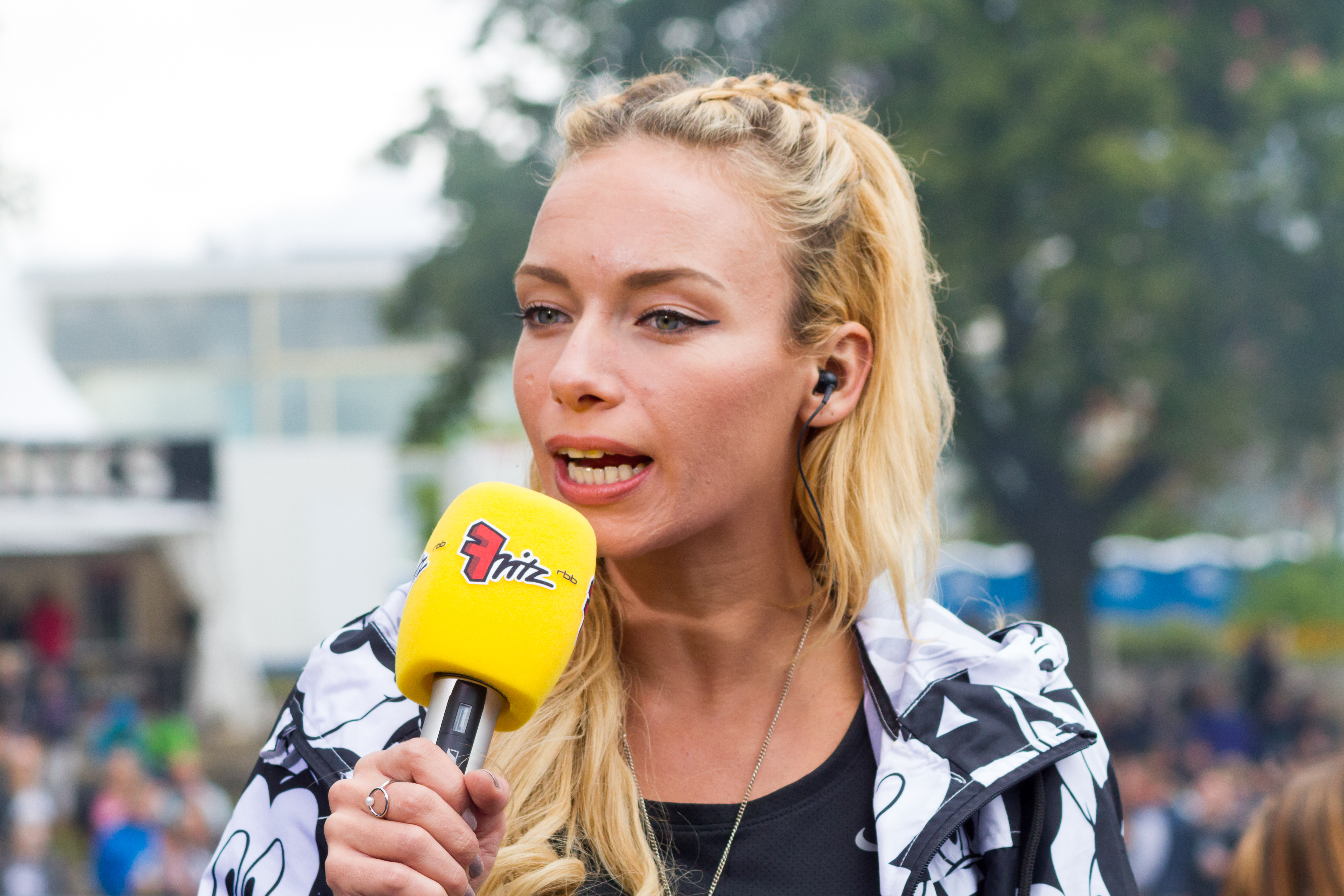
Visa Vie (* 1987)

### Viea
- Vieau, Shane, kanadischer Szenenbildner

### Vieb
- Viebahn, Carl von (1800–1876), deutscher Rechtsanwalt und Notar, Bürgermeister von Siegen
- Viebahn, Christa von (1873–1955), evangelische Diakonisse und Gründerin der Aidlinger Schwesternschaft
- Viebahn, Fred (* 1947), deutscher Schriftsteller
- Viebahn, Georg von (1802–1871), preußischer Beamter und Statistiker
- Viebahn, Georg von (1840–1915), preußischer Generalleutnant und Evangelist
- Viebahn, Hermann von (1847–1919), preußischer Generalleutnant
- Viebahn, Johann Moritz von (1684–1739), preußischer Minister und Gesandter am polnischen Königshof
- Viebahn, Jörg (* 1964), deutscher Rennfahrer
- Viebahn, Max von (1888–1980), deutscher General der Infanterie
- Viebahn, Rudolf von (1838–1928), preußischer General der Infanterie
- Viebahn, Wolfgang (* 1943), deutscher Heimatforscher, Pädagoge und Kommunalpolitiker
- Viebeg, Max (1887–1961), deutscher Korvettenkapitän, U-Boot-Kommandant im Ersten Weltkrieg, Ritter des Ordens Pour le Mérite
- Viebig, Clara (1860–1952), deutsche Erzählerin
- Viebig, Ernst (1810–1881), preußischer Verwaltungsjurist, Mitglied der Frankfurter Nationalversammlung, Regierungspräsident in Düsseldorf
- Viebig, Ernst (1897–1959), deutscher Komponist
- Viebig, Hans (* 1897), deutscher Jagdflieger im Ersten Weltkrieg und Offizier im Zweiten Weltkrieg, zuletzt Oberst der Wehrmacht
- Viebig, Hasso (1914–1993), deutscher Brigadegeneral der Bundeswehr
- Viebig, Joachim (1921–2018), deutscher Forstdirektor
- Viebig, Johannes (1919–2008), deutscher evangelisch-lutherischer Oberkirchenrat und Kreisdekan von Nürnberg
- Viebig, Paul (1876–1940), deutscher evangelischer Pfarrer und Kirchenrat
- Viebig, Wilhelm (1899–1982), deutscher Generalmajor im Zweiten Weltkrieg, Reiter und Bundestrainer der Military-Reiter
- Viebig, Wolfgang (1940–2023), deutscher Tischtennisspieler
- Viebrock, Anna (* 1951), deutsche Bühnen- und Kostümbildnerin sowie Regisseurin
- Viebrock, Britta (* 1973), deutsche Fremdsprachendidaktikerin (Fachdidaktik Englisch)
- Viebrock, Gustav (1929–2019), deutscher Unternehmer und Gründer des Massivhausherstellers Viebrockhaus in Harsefeld
- Viebrock, Helmut (1912–1997), deutscher Anglist

### Viec
- Viecenz, Gerda (1944–2005), deutsche Mäzin
- Viecenz, Herbert (1932–2007), deutscher Bildhauer, Keramiker und Hochschullehrer
- Vieche, Fredrick, US-amerikanischer Politiker

### Vied
- Viedebantt, Klaus (1943–2024), deutscher Journalist und Autor
- Viedebantt, Oskar (1883–1945), deutscher Lehrer und Althistoriker
- Viedenský, Marek (* 1990), slowakischer Eishockeyspieler

### Vief
- Vief, Hermann (* 1964), deutscher Kultur- und Theaterpädagoge sowie Theaterregisseur
- Viefers, Ulrich (* 1972), deutscher Ruderer
- Viefhaus, Barbro (* 1991), deutsche Schauspielerin
- Viefhues, Herbert (1920–2004), deutscher Psychiater und Hochschullehrer
- Viefhues, Paul (* 2005), deutscher Basketballspieler
- Viefhues, Wolfram (* 1950), deutscher Jurist
- Viefhues-Bailey, Ludger Herbert (* 1965), deutscher Religionswissenschaftler

### Vieg
- Viega, Rodrigo (* 1991), uruguayischer Fußballspieler
- Viegas Carrascalão, Mário (1937–2017), osttimoresischer Politiker
- Viegas Filho, José (* 1942), brasilianischer Diplomat
- Viegas, Fabiano Cezar (* 1975), brasilianischer Fußballspieler
- Viégas, Fernanda (* 1971), brasilianisch-amerikanische Informatikerin und Datenvisualisiererin
- Viegas, Francisco José (* 1962), portugiesischer Krimi-Schriftsteller, Journalist und Politiker
- Viegas, Ivonaldo (* 1993), são-toméischer Fußballspieler
- Viegas, Maria Terezinha (* 1964), osttimoresische Politikerin
- Viegas, Mário (1948–1996), portugiesischer Schauspieler, Komiker und Rezitator
- Viegas, Miguel (* 1969), portugiesischer Wirtschaftswissenschaftler und Politiker (PCP), MdEP
- Viegas, Nelson (* 1999), osttimoresischer Fußballspieler
- Viegas, Odete (* 1966), osttimoresische Ärztin
- Viegen, Stoffel van (1916–1988), niederländischer Organist und Musikpädagoge
- Viegener, Eberhard (1890–1967), deutscher Expressionist, Maler und Grafiker
- Viegener, Fritz (1888–1976), deutscher Maler und Bildhauer

### Vieh
- Viehauser, Andreas (1901–1968), österreichischer Politiker (ÖVP), Zweiter Landtagspräsident-Stellvertreter in Salzburg
- Viehauser, Jakob (1869–1950), österreichischer Politiker (SdP), Abgeordneter zum Nationalrat
- Viehbacher, Christopher A. (* 1960), kanadisch-deutscher Manager
- Viehbacher, Friedrich (1933–1993), deutscher Kommunalpolitiker (CSU)
- Viehbeck, Friedrich Wilhelm (1770–1828), deutscher Kanzleidirektor und Historiker
- Viehberger, Lukas (* 2000), österreichischer Radsportler
- Viehböck, Anton (1909–1973), österreichischer Gerechter unter den Völkern
- Viehböck, Antonia (1904–1997), österreichische Gerechte unter den Völkern
- Viehböck, Franz (1923–2020), österreichischer Physiker und Hochschullehrer
- Viehböck, Franz (* 1960), österreichischer Elektrotechniker und erster österreichischer Raumfahrer
- Viehböck, Waltrud (1937–2014), deutsch-österreichische Bildhauerin
- Viehe, Gottlieb (1839–1901), deutscher Missionar und Autor
- Viehe, Heinz Günter (1929–2010), deutscher Chemiker (Organische Chemie)
- Vieheuser, Siegmund († 1587), Reichsvizekanzler
- Viehhauser, Gabriel (* 1970), österreichischer Germanist
- Viehhauser, Josef (* 1950), österreichischer Koch
- Viehmann, Dorothea (1755–1815), Märchenerzählerin und Quelle der Märchensammlung der Brüder GrimmDorothea Viehmann (1755–1815)

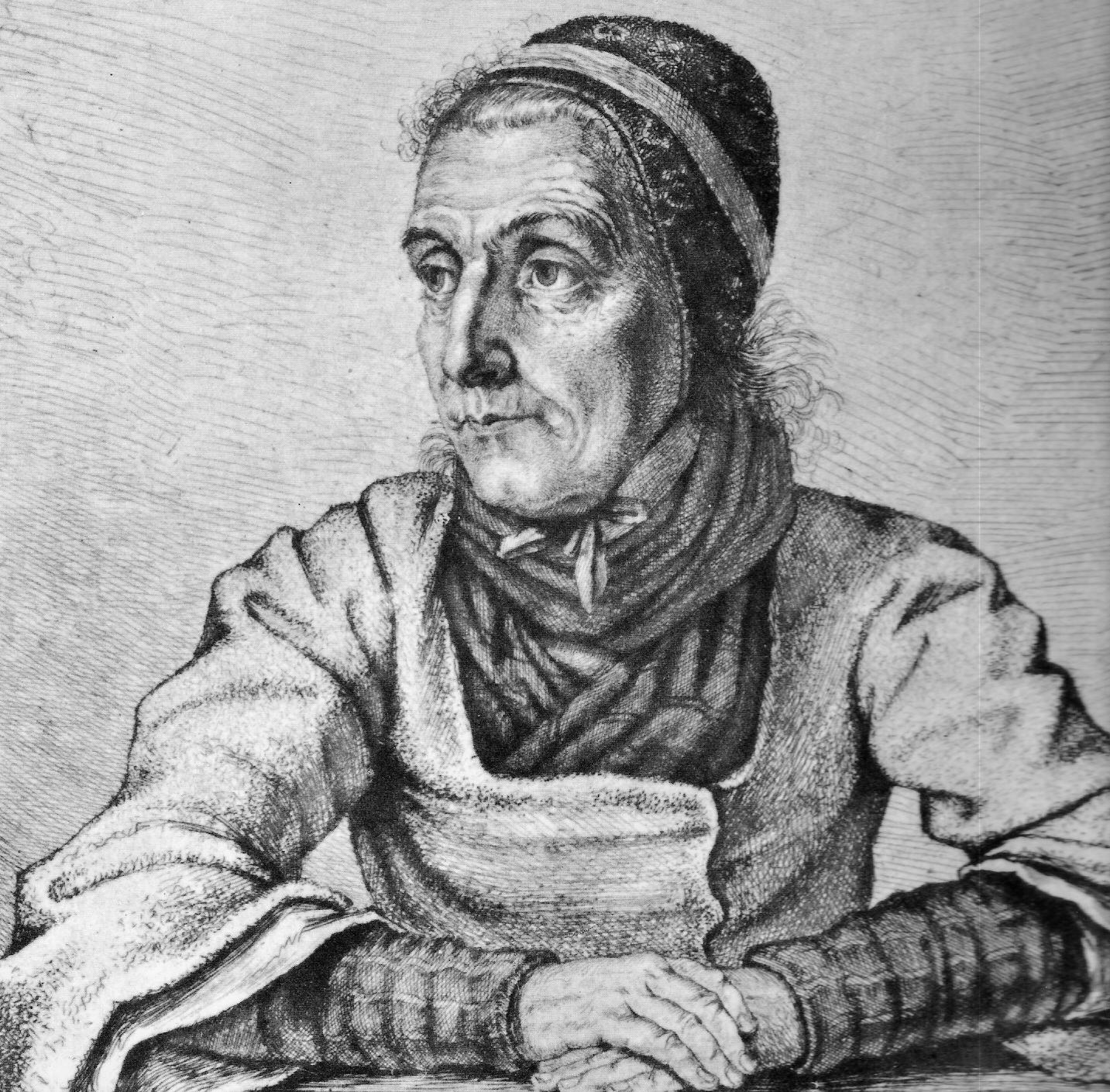
Dorothea Viehmann (1755–1815)

- Viehmann, Eva (* 1980), deutsche Mathematikerin
- Viehmann, Franz (1939–2016), deutscher Schauspieler
- Viehmann, Uwe (* 1973), deutscher Redakteur
- Viehmann, Wilhelm (1886–1966), deutscher Kunstmaler und wissenschaftlicher Zeichner
- Viehmeyer, Johann Theodor (1870–1947), deutscher Pianist und Musikschriftsteller
- Viehof, Eugen (1916–2010), deutscher Unternehmer
- Viehof, Hanshorst (1940–2000), deutscher Gewerkschafter und Vorstandsmitglied der Gewerkschaft HBV
- Viehöfer, Marc (* 1989), deutscher Segler
- Viehöfer, Tom (* 1978), deutscher Schauspieler
- Viehoff, Eva (* 1958), deutsche Politikerin (Bündnis 90/Die Grünen), MdL
- Viehoff, Heinrich (1804–1886), deutscher Gymnasiallehrer Philologe und Pädagoge
- Viehoff, Reinhold (* 1948), deutscher Literatur- und Medienwissenschaftler
- Viehoff, Valerie (* 1976), deutsche Ruderin
- Viehöver, Joseph (1925–1973), deutscher Journalist
- Viehöver, Ulrich (* 1947), deutscher Journalist und Autor
- Viehweg, Eckart (1948–2010), deutscher Mathematiker
- Viehweg, Frank (* 1960), deutscher Liedermacher und Dichter
- Viehweg, Fritz (1880–1929), deutscher Schauspieler, Regisseur und Theaterdirektor
- Viehweg, Theodor (1907–1988), deutscher Rechtsgelehrter und -philosoph
- Viehweger, August Friedrich (1836–1919), deutscher Architekt
- Viehweger, Axel (* 1952), deutscher Politiker (LDPD, FDP), Minister für Bauwesen, Städtebau und Wohnungswesen der DDR (1990), MdL
- Viehweger, Erich (1907–1992), deutscher Maler und Bühnenbildner
- Viehweger, Hermann (1846–1922), deutscher Architekt
- Viehweger, Wolfgang (1935–2021), deutscher Autor und Pädagoge

### Viei
- Vieider, Romed (* 1991), österreichischer Basketballspieler
- Vieille, Jacques (* 1948), deutsch-französischer Bildhauer und Installationskünstler
- Vieille, Nicolas, französischer Mathematiker
- Vieille, Paul (1854–1934), französischer Chemiker
- Vieilledent, Sébastien (* 1976), französischer Ruderer
- Vieillevoye, Barthélemy (1798–1855), belgischer Historien- und Porträtmaler sowie Hochschullehrer
- Vieillot, Frédéric (* 1990), französischer Fußballspieler
- Vieillot, Louis Pierre (1748–1830), französischer Ornithologe
- Vieira Araújo, Arthur Henrique (* 1999), brasilianischer Fußballspieler
- Vieira Araújo, Élvis (* 1990), brasilianischer Fußballspieler
- Vieira da Silva, Luiz (1828–1889), brasilianischer Politiker
- Vieira da Silva, Maria Helena (1908–1992), portugiesisch-französische Malerin und Grafikerin
- Vieira de Carvalho, Mário (* 1943), portugiesischer Musikwissenschaftler
- Vieira de Lima, José (* 1931), brasilianischer Ordensgeistlicher, emeritierter römisch-katholischer Bischof von São Luíz de Cáceres
- Vieira Dias Junior, Manuel Hélder, angolanischer Politiker und General
- Vieira Dias, Filomeno (* 1958), angolanischer Geistlicher, Erzbischof von Luanda
- Vieira Franco, Hiansen (* 1971), brasilianischer römisch-katholischer Geistlicher, Weihbischof in São Sebastião do Rio de Janeiro
- Vieira Gusmão, Geraldo (* 1934), brasilianischer Geistlicher, Altbischof von Porto Nacional
- Vieira Louzada, Adriano (* 1979), brasilianischer Fußballspieler
- Vieira Natividade, Manuel (1860–1918), portugiesischer Archäologe
- Vieira Santos, Alef (* 1993), brasilianischer Fußballspieler
- Vieira, Adrian (* 2001), brasilianischer Hürdenläufer
- Vieira, Alcides (* 1981), brasilianischer Straßenradrennfahrer
- Vieira, Álvaro Siza (* 1933), portugiesischer ArchitektÁlvaro Siza Vieira (* 1933)

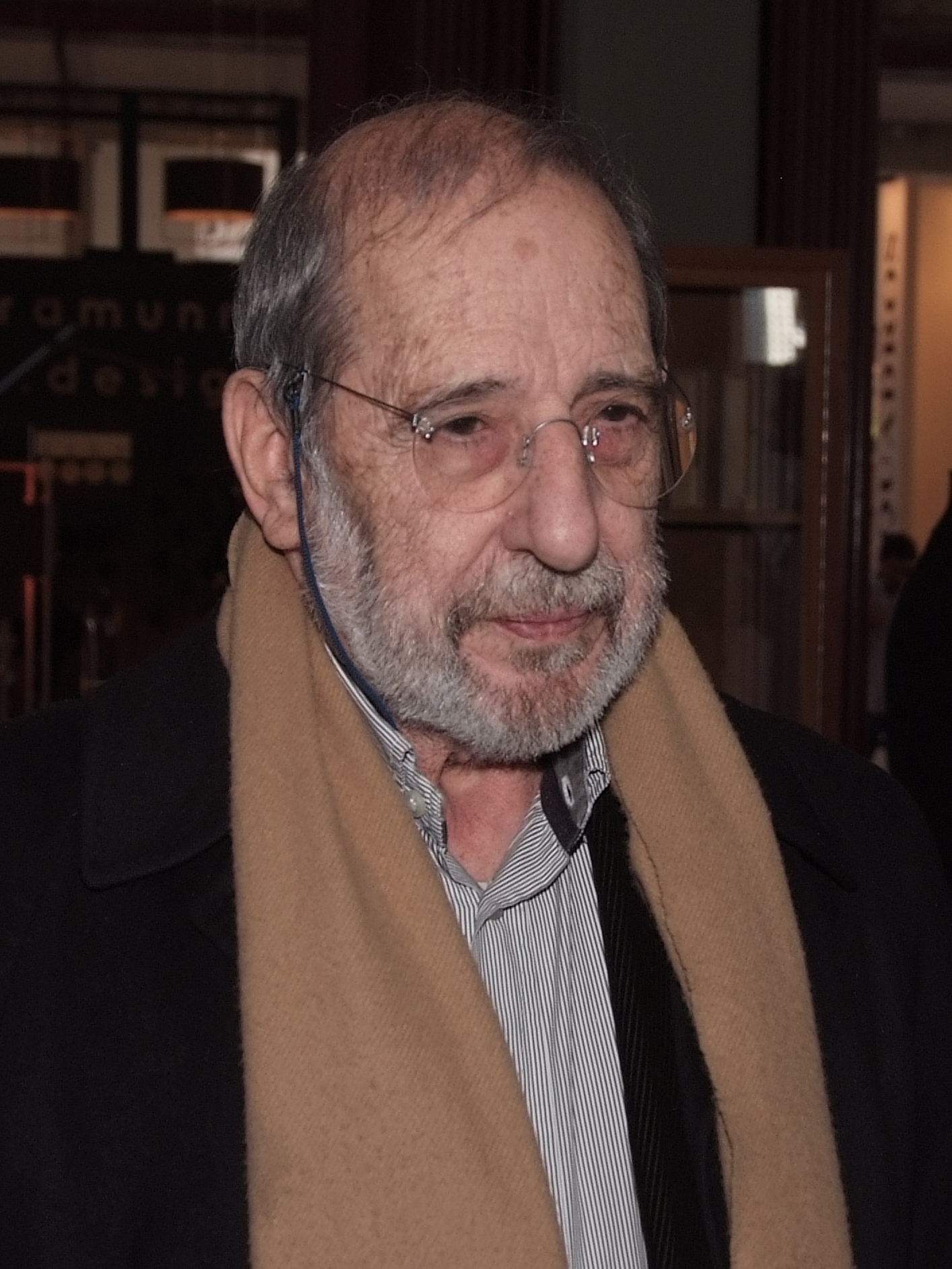
Álvaro Siza Vieira (* 1933)

- Vieira, Amorim (* 1974), osttimoresischer Präsidentschaftskandidat
- Vieira, Angélico (1982–2011), portugiesischer Popsänger und Schauspieler
- Vieira, António (1608–1697), portugiesischer Theologe, Jesuit und Missionar
- Vieira, Arménio (* 1941), kap-verdischer Schriftsteller und Journalist
- Vieira, Artur Jesus (* 1990), brasilianischer Fußballspieler
- Vieira, Cláudio do Carmo, osttimoresisch-indonesischer Politiker und Verwaltungsbeamter
- Vieira, Clayson (* 1995), brasilianischer Fußballspieler
- Vieira, Clémence (* 2000), französische Beachvolleyballspielerin
- Vieira, Domingos (1775–1857), portugiesischer Augustinermönch, Theologe, Romanist, Lusitanist und Lexikograf
- Vieira, Douglas (* 1960), brasilianischer Judoka
- Vieira, Douglas da Silva (* 1987), brasilianischer Fußballspieler
- Vieira, Ernesto (1848–1915), portugiesischer Musikschriftsteller und Klavierpädagoge
- Vieira, Fábio (* 2000), portugiesischer Fußballspieler
- Vieira, Ferdinando, osttimoresischer Politiker
- Vieira, Francisco Manuel (1925–2013), brasilianischer Geistlicher, römisch-katholischer Bischof von Osasco
- Vieira, Jardel Nivaldo (* 1986), brasilianischer Fußballspieler
- Vieira, João (* 1976), portugiesischer Geher
- Vieira, João (* 1989), portugiesischer Poker- und Basketballspieler
- Vieira, João Bernardo (1939–2009), guinea-bissauischer Politiker, Präsident von Guinea-Bissau
- Vieira, Joaquim de Jesus (1946–2022), portugiesischer Ringer
- Vieira, Joaquim José (1836–1917), brasilianischer Geistlicher, römisch-katholischer Bischof von Ceará
- Vieira, Jorvan (* 1953), brasilianischer Fußballspieler und -trainer
- Vieira, José Pedro Machado (* 1959), portugiesischer Diplomat
- Vieira, Juliana Viana (* 2004), brasilianische Badmintonspielerin
- Vieira, Julião José da Silva (1793–1855), portugiesischer Offizier und Kolonialverwalter
- Vieira, Leandro Ricardo (* 1979), brasilianischer Fußballspieler
- Vieira, Leonel (* 1969), portugiesischer Filmregisseur und -produzent
- Vieira, Luan (* 1993), brasilianischer Fußballspieler
- Vieira, Luandino (* 1935), angolanischer Schriftsteller
- Vieira, Luís Filipe (* 1949), portugiesischer Geschäftsmann und Präsident des Sportvereins Benfica Lissabon
- Vieira, Luiz Soares (* 1937), brasilianischer Geistlicher und emeritierter römisch-katholischer Erzbischof von Manaus
- Vieira, Luizinho (* 1972), brasilianischer Fußballspieler und -trainer
- Vieira, Manuel José (* 1981), portugiesischer Fußballspieler
- Vieira, Márcio (* 1984), andorranischer Fußballspieler
- Vieira, Maruja (1922–2023), kolumbianische Dichterin und Journalistin
- Vieira, Mary (1927–2001), brasilianische Künstlerin und Grafikdesignerin
- Vieira, Mauro (* 1951), brasilianischer Diplomat und Politiker
- Vieira, Meredith (* 1953), US-amerikanische Journalistin, Showmasterin und Nachrichtensprecherin
- Vieira, Miguel (* 1990), portugiesischer Fußballspieler
- Vieira, Modesto Augusto (1865–1916), brasilianischer Geistlicher, Weihbischof in Mariana
- Vieira, Osvaldo (1939–1974), guinea-bissauischer Widerstandskämpfer der PAIGC
- Vieira, Patrick (* 1976), französischer Fußballspieler und -trainerPatrick Vieira (* 1976)

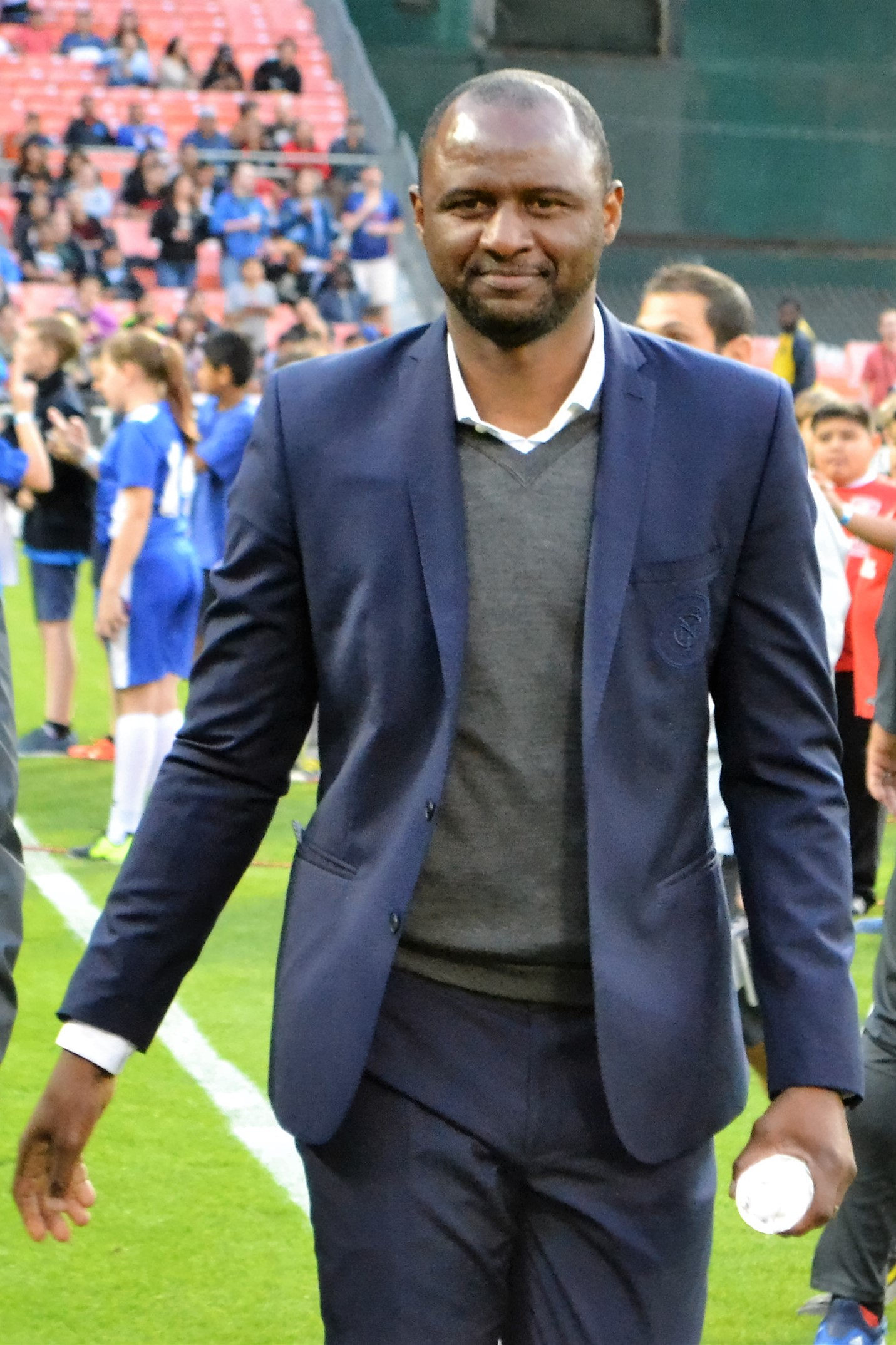
Patrick Vieira (* 1976)

- Vieira, Paul Kouassivi (1949–2019), beninischer Geistlicher, römisch-katholischer Bischof von Djougou
- Vieira, Pedro G. (* 1982), portugiesischer theoretischer Physiker
- Vieira, Ronaldo (* 1998), englisch-portugiesischer Fußballspieler
- Vieira, Samara (* 1991), brasilianische Handballspielerin
- Vieira, Sérgio (* 1983), portugiesischer Fußballtrainer
- Vieira, Waldo (1932–2015), brasilianischer Arzt und Autor
- Vieira, Xavier (* 1992), andorranischer Fußballspieler
- Vieira, Zevonia, osttimoresische Journalistin
- Vieira-Schmidt, Vanda (1949–2023), deutsche Art-brut-Malerin
- Vieirinha (* 1986), portugiesischer FußballspielerVieirinha (* 1986)

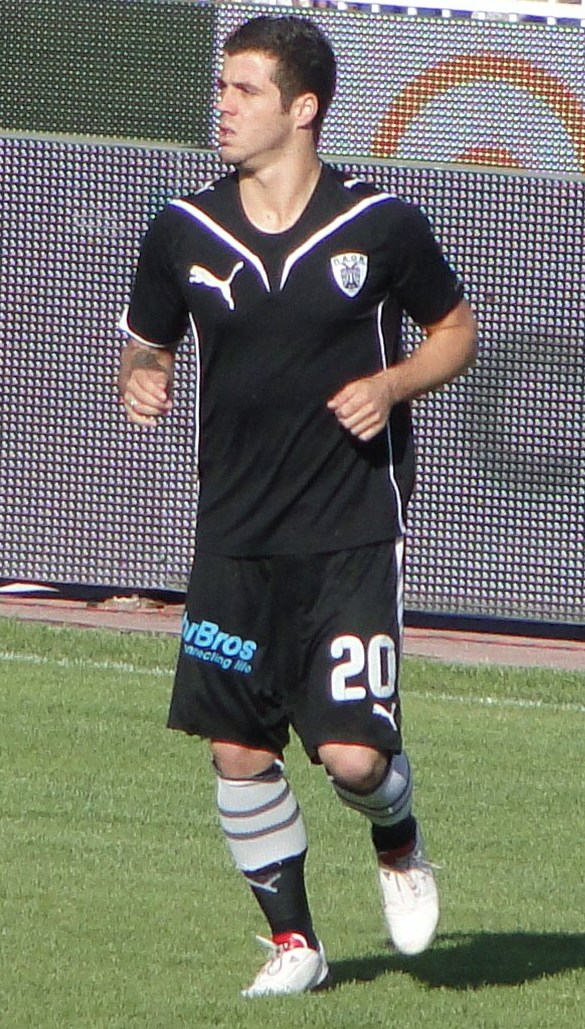
Vieirinha (* 1986)

### Viej
- Viejo, José Luis Viejo (1949–2014), spanischer Radrennfahrer

### Viek
- Vieker, Henning (* 1983), deutscher Politiker (CDU)

### Viel
- Viel, Bernhard (* 1958), deutscher Literaturwissenschaftler und Biograf
- Viel, Jeffrey (* 1997), kanadischer Eishockeyspieler
- Viel, Julius (1918–2002), deutscher Journalist, Autor und Kriegsverbrecher
- Viel, Tanguy (* 1973), französischer Schriftsteller
- Viel-Castel, Charles de (1800–1887), französischer Historiker und Diplomat
- Vielberg, Meinolf (* 1958), deutscher Klassischer Philologe
- Vielberth, Johann (* 1932), deutscher Unternehmer, Volkswirt und Universitätsstifter
- Vielberth, Wilhelm (1878–1925), deutscher römisch-katholischer Geistlicher
- Viele, Egbert Ludovicus (1825–1902), US-amerikanischer Offizier und Politiker
- Vielé-Griffin, Francis (1864–1937), französischer Schriftsteller US-amerikanischer Herkunft
- Vielemeier, Ludger (* 1961), deutscher Journalist und Lehrbeauftragter
- Vielen, Rainer von (* 1977), deutscher Musiker und Sänger
- Vieler, Josef (1883–1958), deutscher Politiker der CDU
- Vielfaure, Jean-Pierre (1930–2015), französischer Maler
- Vielgut, Leo (* 2001), österreichischer Fußballspieler
- Vielguth, Hermann (1825–1903), österreichischer Politiker
- Vielhaben, Ann (* 1975), deutsche SynchronsprecherinAnn Vielhaben (* 1975)

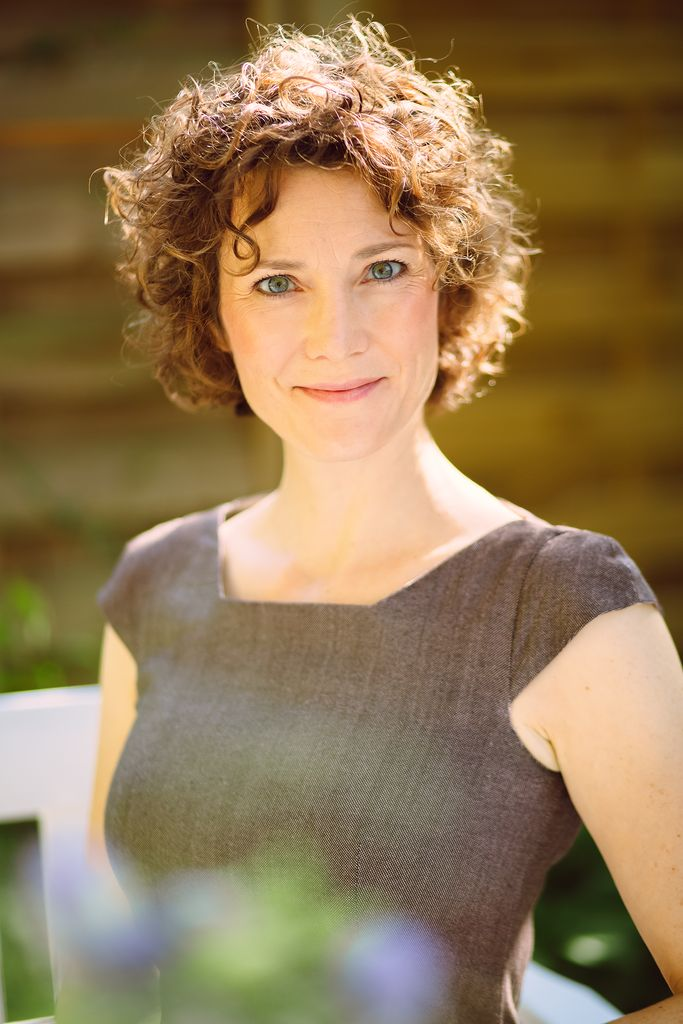
Ann Vielhaben (* 1975)

- Vielhaben, Georg Wilhelm (1860–1927), deutscher Jurist und Politiker, MdR
- Vielhaber, Christian (1948–2025), österreichischer Geograph und Geographiedidaktiker
- Vielhaber, Heinrich (1868–1940), deutscher Jurist, Stadtverordneter, Provinziallandtagsabgeordneter, Vorstandsmitglied
- Vielhaber, Ralf (* 1963), deutscher Journalist und Verlagsgeschäftsführer
- Vielhaber, Thomas (* 1961), deutscher Ingenieur und Stadtplaner sowie Stadtbaurat in Hannover
- Vielhauer, Jochen (* 1947), deutscher Politiker (Die Grünen), MdL
- Vielhauer, Otto (1875–1958), deutscher Politiker (DDP, DemP, FDP)
- Vielhauer, Peter (1931–2003), deutscher Mathematiker und Professor für Fernmeldetechnik
- Vielhauer, Philipp (1914–1977), deutscher evangelisch-lutherischer Theologe
- Vielhauer, Walter (1909–1986), deutscher Gewerkschafter, KPD-Funktionär, Widerstandskämpfer und Häftling in verschiedenen Konzentrationslagern
- Vieli, Georg Anton (1745–1830), Schweizer Arzt und Politiker
- Vieli, Ludwig (1808–1867), Schweizer Jurist und Politiker, Tagsatzungsgesandter
- Vieli, Peter (1890–1972), Schweizer Jurist und Bankier
- Vieli, Ramun (1895–1953), Schweizer Romanist, Rätoromanist und Lexikograf
- Vielle, Henri (1867–1946), französischer Ordensgeistlicher und römisch-katholischer Apostolischer Vikar von Rabat
- Viellechner, Lars (* 1976), deutscher Rechtswissenschaftler
- Viellechner, Sepp (* 1935), deutscher Sänger auf dem Gebiet der volkstümlichen Musik
- Viellehner, Julia (1985–2017), deutsche Langstreckenläuferin
- Viellieber, Hermann (1917–1993), deutscher Politiker (CDU), MdL
- Viellvoye, Jo (1934–2016), deutscher Sportjournalist
- Vielman, Carlos (* 1956), guatemaltekischer Politiker, Innenminister von Guatemala (2004–2008)
- Vielmetter, Jakob Heinrich, deutscher Räuber
- Vielmetter, Karin (* 1907), deutsche Schauspielerin, Schauspiellehrerin, Sprechtechnikerin und Dialogbuchautorin
- Vielsack, Wolfgang (* 1964), deutscher Schauspieler, Regisseur und Autor
- Vielstich, Fritz (1895–1965), deutscher Politiker (NSDAP), MdR, MdL und SA-Führer
- Vielstich, Johann Christoph (1722–1800), deutscher Fayancehersteller
- Vielstich, Wolf (1923–2021), deutscher Elektrochemiker und Hochschullehrer
- Vieluf, Ulrich (* 1955), deutscher Politiker (Grüne), Staatsrat in Hamburg
- Vieluf, Vince (* 1970), US-amerikanischer Schauspieler
- Vielweib, Karl (* 1896), deutscher Politiker (NSDAP), SA-Führer und Kaufmann
- Vielz, Hyou (* 1959), deutscher Konzert- und Porträtfotograf

### Vien
- Vien, Joseph-Marie (1716–1809), französischer Maler
- Viénet, René (* 1944), französischer Situationist, Autor, Sinologe und Filmemacher
- Viengkham, At (* 2000), laotischer Fußballspieler
- Vienken, Jörg (* 1948), deutscher Biomediziner
- Vienken, Raimund, deutscher Filmeditor
- Vienne, Gisèle (* 1976), französisch-österreichische Choreografin, Künstlerin und Theaterregisseurin
- Vienne, Théodore (1864–1921), französischer Sportfunktionär, Industrieller, Sportveranstalter und Sportjournalist
- Vienneau, Valéry (* 1947), kanadischer Geistlicher, emeritierter römisch-katholischer Erzbischof von Moncton
- Viennet, Jean Pons (1777–1868), französischer Dichter
- Viennot, Cyril (* 1982), französischer Triathlet
- Viennot, Nelly (* 1962), französische Fußballschiedsrichterin und -spielerin
- Viénot de Vaublanc, Vincent-Marie (1756–1845), französischer Staatsmann
- Viénot, Andrée (1901–1976), französische Politikerin und Résitante
- Viénot, Christian (1925–2016), französischer Jazzmusiker (Posaune)
- Viénot, Jacques (1893–1959), französischer Industrie- und Produktdesigner
- Viens, Évelyne (* 1997), kanadische Fußballspielerin
- Vientós Gastón, Nilita (1903–1989), puerto-ricanische Schriftstellerin, Hochschullehrerin und Anwältin
- Vientos, Mark (* 1999), US-amerikanischer Baseballspieler
- Vienup, Rudolf (1891–1969), deutscher Politiker (SPD), MdL

### Vier
- Vier, Angelo (* 1972), deutscher Fußballspieler und -funktionär
- Vier, Daniel (* 1982), brasilianisch-deutscher Fußballspieler
- Viera Contreras, Leonardo (1907–1977), mexikanischer Geistlicher, römisch-katholischer Bischof von Ciudad Guzmán
- Viera y Clavijo, José (1731–1813), spanischer katholischer Geistlicher, Universalgelehrter, Dichter der Aufklärung
- Viera, Alexis (* 1978), uruguayischer Fußballspieler
- Viera, Atanasio, uruguayischer Politiker
- Viera, Diego (* 1994), uruguayischer Fußballspieler
- Viera, Feliciano (1872–1927), uruguayischer Politiker der Partido Colorado
- Viera, Gonzalo (* 1987), uruguayischer Fußballspieler
- Viera, Gustavo (* 1995), paraguayischer Fußballspieler
- Viera, Heber (* 1979), uruguayischer Leichtathlet
- Viera, Hugo, portugiesischer Choreograf
- Viera, Jádson (* 1981), brasilianischer Fußballspieler
- Viera, Joe (1932–2024), deutscher Jazzmusiker und -pädagoge, Hochschullehrer
- Viera, Jonathan (* 1989), spanischer Fußballspieler
- Viera, Josef S. (1890–1970), deutscher Autor
- Viera, Julio (* 1943), argentinischer Komponist und Musikpädagoge
- Viera, Leonel (1913–1975), uruguayischer Bauingenieur, Unternehmer und Politiker
- Viera, Milton (* 1946), uruguayischer Fußballspieler
- Viera, Nicolás (* 1998), uruguayischer Fußballspieler
- Viera, Ondino (1901–1997), uruguayischer Fußballtrainer
- Viera, Santiago (* 1998), uruguayischer Fußballspieler
- Viera, Sebastián (* 1983), uruguayischer Fußballtorhüter
- Viera, Tabaré (* 1955), uruguayischer Politiker
- Viera, Wílder (* 2002), paraguayischer Fußballspieler
- Vierath, Karl (1884–1951), deutscher Politiker (SPD, USPD, VKPD, KPD, Linke Kommunisten), MdR
- Vierbecke, Agnes von der († 1378), Heimatkämpferin
- Vierboom, Moritz (* 1983), niederländischer SchauspielerMoritz Vierboom (* 1983)

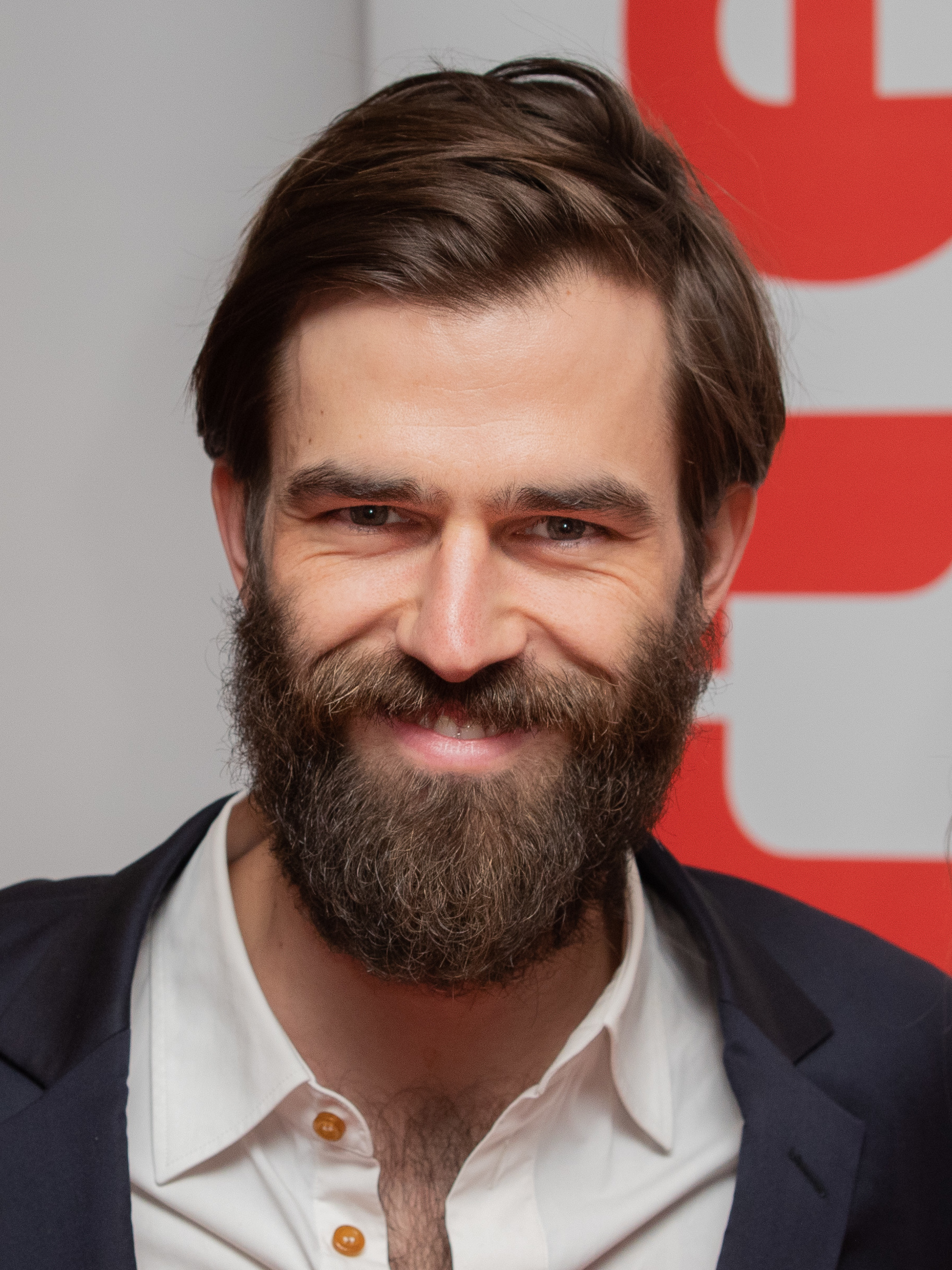
Moritz Vierboom (* 1983)

- Vierbücher, Heinrich (1893–1939), deutscher Publizist
- Vierchowod, Pietro (* 1959), italienischer Fußballspieler und -trainer
- Vierci, Pablo (* 1950), uruguayischer Journalist, Drehbuchautor und Schriftsteller
- Vierck, Hayo (1939–1989), deutscher Mittelalterarchäologe
- Vierck, Sigrid (* 1953), deutsche Archäologin, Archivarin und Äbtissin
- Vierck, Theodor (1910–1998), deutscher evangelischer Pfarrer
- Vierdag, Hendrik Jan (1918–1992), niederländischer Orgelbauer
- Vierdag, Marie (1905–2005), niederländische Schwimmerin
- Vierdanck, Johann, deutscher Komponist und Organist
- Viere, Fritz, deutscher Fußballspieler
- Viereck, Adam Otto von (1634–1717), preußischer Gesandter
- Viereck, Adam Otto von (1684–1758), preußischer Staatsminister und Geheimer Etatsrat
- Viereck, August (1825–1865), deutscher Porträtmaler
- Viereck, Christian Friedrich von (1725–1777), preußischer Generalmajor
- Viereck, George Sylvester (1884–1962), deutsch-amerikanischer Dichter, Schriftsteller und PublizistGeorge Sylvester Viereck (1884–1962)

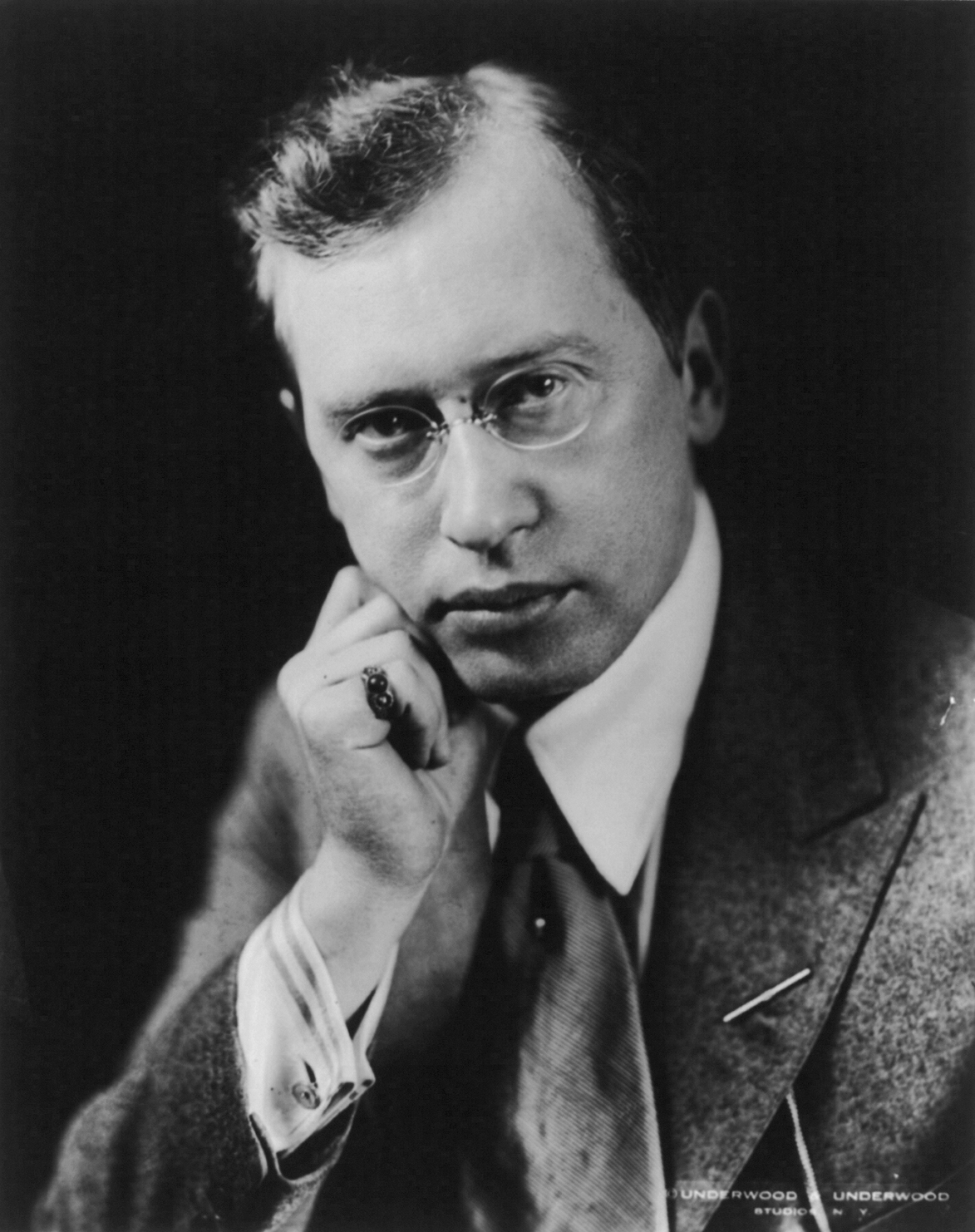
George Sylvester Viereck (1884–1962)

- Viereck, Gustav von (1845–1906), deutscher Rittergutsbesitzer und Politiker, MdR
- Viereck, Hans Wilhelm (1903–1946), deutscher Pflanzensammler in Mexiko
- Viereck, Ingolf (* 1962), deutscher Politiker (SPD), MdL
- Viereck, Karl (1853–1916), deutscher Jurist und Politiker
- Viereck, Karlheinz (* 1951), deutscher Militär, Befehlshaber des Einsatzführungskommandos der BundeswehrKarlheinz Viereck (* 1951)

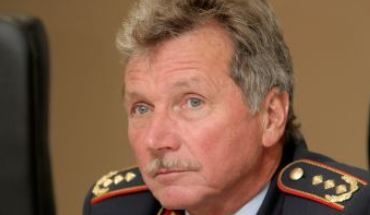
Karlheinz Viereck (* 1951)

- Viereck, Louis (1851–1922), deutscher Politiker (SPD), Journalist, MdR und später Naturheilkundler
- Viereck, Paul (1860–1915), deutscher Reichsgerichtsrat
- Viereck, Paul (1865–1944), deutscher klassischer Philologe, Epigraphiker, Papyrologe und Gymnasiallehrer
- Viereck, Peter (1916–2006), US-amerikanischer Hochschullehrer, Schriftsteller und Pulitzerpreisträger
- Viereck, Wolfgang (1937–2018), deutscher Anglist
- Vierecke, Andreas (* 1961), deutscher Journalist
- Vierecke, Linda (* 1982), deutsche Politikerin (SPD), MdA
- Viereckl, Franz (* 1892), tschechoslowakischer Politiker (Bund des Landwirte, SdP)
- Vieregg, Anton von (1755–1830), bayerischer Generalleutnant
- Vieregg, Artur (1884–1946), deutscher Eiskunstläufer
- Vieregg, Axel (1938–2020), deutscher Germanist und Literaturwissenschaftler
- Vieregg, Elisabeth Helene von (1679–1704), Mätresse von König Friedrich IV. von Dänemark und Norwegen
- Vieregg, Hans (1911–2005), deutscher kommunistischer Widerstandskämpfer und Gewerkschaftsfunktionär
- Vieregg, Matthäus von (1719–1802), bayerischer Staatsmann
- Vieregg, Victor August von (1698–1763), Gutsbesitzer, Hofmeister und Salinebesitzer
- Vieregge, Ernst Vollrad von (1744–1816), preußischer Generalmajor
- Vieregge, Henning von (1872–1945), deutscher Offizier und paramilitärischer Aktivist
- Vieregge, Henning von (* 1946), deutscher Publizist und Dozent
- Vieregge, Julia (* 1985), deutsche Sängerin, Schauspielerin und Synchronsprecherin
- Vieregge, Kerstin (* 1976), deutsche Politikerin (CDU), MdBKerstin Vieregge (* 1976)

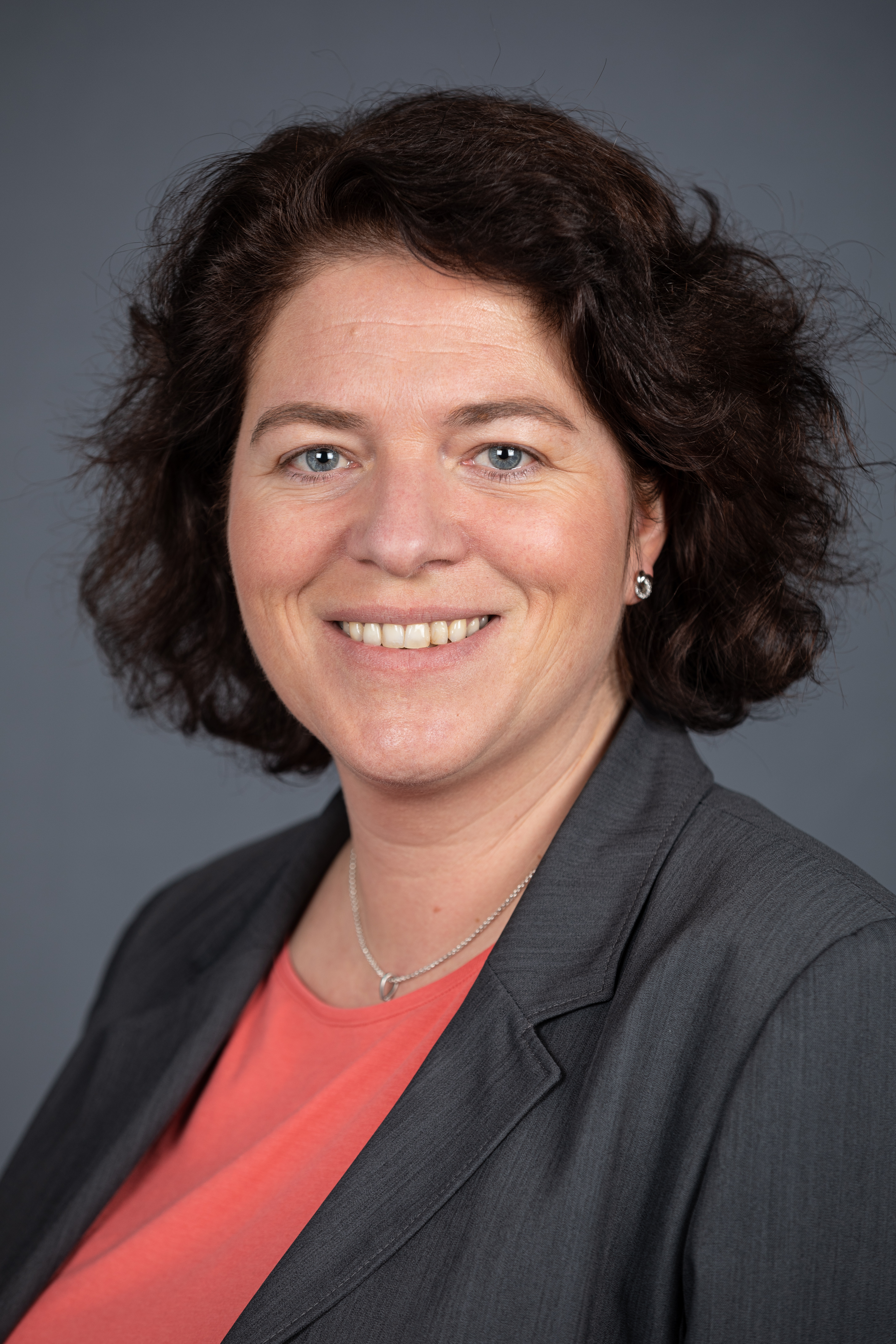
Kerstin Vieregge (* 1976)

- Vierendeel, Arthur (1852–1940), belgischer Bauingenieur
- Viererbl, Karl (1903–1945), deutscher Journalist und Politiker (DNSDAP, NSDAP), MdR
- Viergever, Nick (* 1989), niederländischer Fußballspieler
- Vierhapper, Friedrich Karl Max (1876–1932), österreichischer Botaniker und Pflanzensystematiker
- Vierhaus, Felix (1850–1917), deutscher Jurist
- Vierhaus, Rudolf (1922–2011), deutscher Historiker
- Vierheilig, Sebastian (1762–1805), deutscher Buchbinder
- Vierhouten, Aart (* 1970), niederländischer Radrennfahrer
- Vierhub, Erich (1901–1998), deutscher Manager
- Vieri, Christian (* 1973), italienischer FußballspielerChristian Vieri (* 1973)

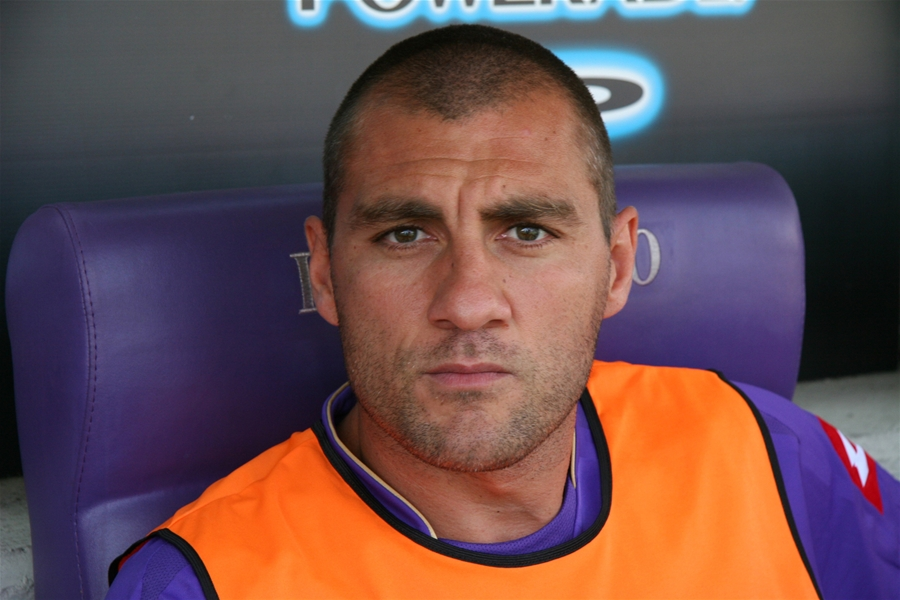
Christian Vieri (* 1973)

- Vieri, Lido (* 1939), italienischer Fußballspieler und -trainer
- Vieri, Massimiliano (* 1978), australisch-italienischer Fußballspieler
- Vierich, Thomas (* 1964), deutscher Gastro-Redakteur und Kriminalroman-Autor
- Viérin, Sonia (* 1977), italienische Skirennläuferin
- Viering, Fritz (1910–1984), deutscher evangelisch-reformierter Theologe
- Viering, Paul (1880–1966), deutscher Architekt, Denkmalpfleger und Provinzialkonservator
- Viering, Stefan (* 1946), deutscher Schauspieler und Hörspielsprecher
- Vierk, Hartmut (* 1959), deutscher Tischtennisspieler
- Vierkandt, Alfred (1867–1953), deutscher Soziologe, Ethnologe, Sozialpsychologe, Sozial- und Geschichtsphilosoph
- Vierkant, Jörg (* 1953), deutscher Politiker (CDU), MdL
- Vierke, Clarissa (* 1979), deutsche Afrikanistin, Sprach- und Literaturwissenschaftlerin
- Vierke, Mathias (* 1958), deutscher Radsportler (DDR)
- Vierklau, Ferdi (* 1973), niederländischer Fußballspieler
- Vierkötter, Ernst (1901–1967), deutscher Langstreckenschwimmer, zeitweise Rekordhalter am Ärmelkanal
- Vierling, Albert (1836–1920), deutscher Richter und Heimatforscher
- Vierling, Albert (1887–1969), deutscher General der Flieger im Zweiten Weltkrieg
- Vierling, Albert (1899–1989), deutscher Maschinenbauingenieur und Rektor der Technischen Hochschule Hannover
- Vierling, Alfred (* 1949), niederländischer politischer Aktivist
- Vierling, Georg (1820–1901), deutscher Komponist, Organist und Dirigent
- Vierling, Johann Gottfried (1750–1813), deutscher Organist und Komponist
- Vierling, Oskar (1904–1986), deutscher Physiker, Erfinder, Unternehmer und Hochschullehrer
- Vierling, Wilhelm (1885–1974), deutscher Bildhauer und Maler
- Vierling, Wilhelm Johannes (1889–1956), deutscher Politiker, Oberbürgermeister von Leipzig
- Vierlinger, Emil (1909–1984), deutscher Volkssänger und Hörfunkmoderator
- Vierlinger, Max (1903–1984), deutscher Schauspieler
- Vierlinger, Rupert (1932–2019), österreichischer Pädagoge und Hochschullehrer
- Vierlinger, Willy (1908–1996), bayerischer Mundartdichter
- Viermetz, Inge (1908–1997), deutsche Abteilungsleiterin beim Lebensborn e. V.
- Viermetz, Kurt F. (1939–2016), deutscher Bankmanager
- Viermund, Adrian Wilhelm von (1613–1681), Freiherr von Neersen, Diplomat und General
- Viermund, Ambrosius Adrian von (1640–1688), Freiherr zu Neersen, Anrath und Schönau
- Viermund, Ambrosius II. von († 1588), Erbvogt von Neersen
- Viermund, Ambrosius von (* 1517), Herr von Oeding und Mallem
- Viermund, Anna von (1538–1599), Freifrau von Nordenbeck, Gräfin von Waldeck, Freifrau von Winnenberg und Beilstein
- Viermund, Arnold von († 1592), Domherr in Münster und Paderborn
- Viermund, Dietrich von († 1614), Herr von Oeding und Mallem
- Viermund, Johann von († 1576), kurkölnischer Amtmann und Erbvogt zu Uerdingen
- Viermund, Johann von (1588–1632), Freiherr von Neersen, kaiserlicher Generalwachtmeister
- Viermund, Philipp Bernhard von (1617–1639), Domherr in Münster
- Vierna, Lucie, Theaterschauspielerin
- Viernau, Thomas L. (* 1963), deutscher Kriminalbuchautor
- Vierne, Louis (1870–1937), französischer Organist und KomponistLouis Vierne (1870–1937)

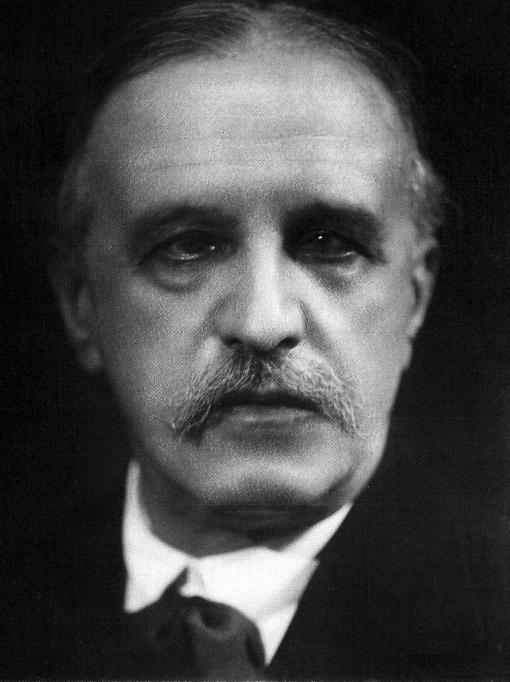
Louis Vierne (1870–1937)

- Vierne, René (1878–1918), französischer Komponist und Organist
- Vierneisel, Eric (* 1985), US-amerikanisch-deutscher Basketballspieler
- Vierneisel, Klaus (1929–2015), deutscher Klassischer Archäologe und Museumsdirektor
- Vierneisel, Peter (* 1974), deutscher DirigentPeter Vierneisel (* 1974)

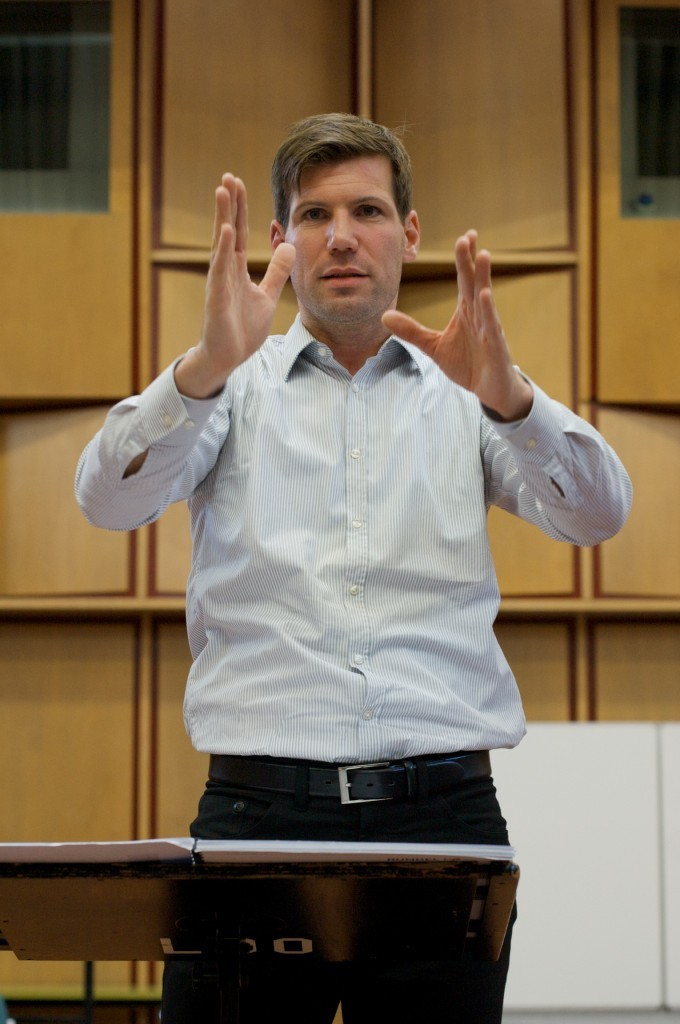
Peter Vierneisel (* 1974)

- Vierneisel-Schlörb, Barbara (1931–2009), deutsche Klassische Archäologin und Übersetzerin neugriechischer Literatur
- Viernickel, Susanne (* 1960), deutsche Pädagogin und Hochschullehrerin
- Viernstein, Karl (1884–1948), deutscher Finanzrichter
- Viernstein, Theodor (1878–1949), deutscher Gefängnisarzt und Kriminalbiologe
- Vierny, Dina (1919–2009), französische Kunsthändlerin, Museumsdirektorin und Kunstmodell
- Vierny, Sacha (1919–2001), französischer Kameramann
- Vierock, Frithjof (1943–2020), deutscher Theater-, Film- und Fernsehschauspieler
- Vierordt, Heinrich (1855–1945), deutscher Schriftsteller und badischer Heimatdichter
- Vierordt, Hermann (1853–1943), deutscher Mediziner und Medizinhistoriker
- Vierordt, Karl Friedrich (1790–1864), deutscher Pädagoge und Historiker
- Vierordt, Karl von (1818–1884), deutscher Physiologe; Rektor in Tübingen
- Vierow, Erwin (1890–1982), deutscher General der InfanterieErwin Vierow (1890–1982)

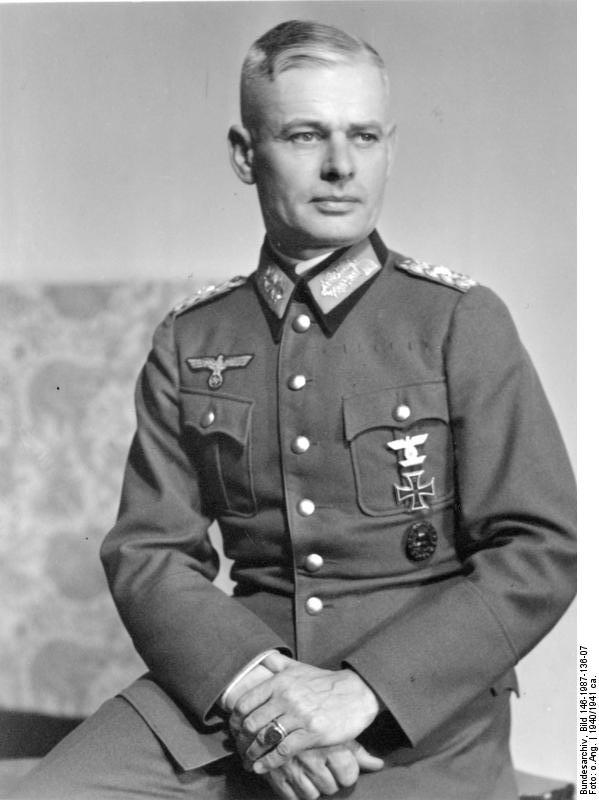
Erwin Vierow (1890–1982)

- Viersen, Quirine (* 1972), niederländische Cellistin
- Viertel, Annett (* 1967), deutsche Fußballnationaltorhüterin
- Viertel, Anton (1841–1912), deutscher Klassischer Philologe und Gymnasialdirektor
- Viertel, Berthold (1885–1953), österreichischer Regisseur und Schriftsteller
- Viertel, Gabriele (* 1951), deutsche Archivarin
- Viertel, Gabriele (* 1969), deutsche Fotografin
- Viertel, Gert (1943–2019), deutscher experimenteller Teilchenphysiker
- Viertel, Kurt (1929–2020), deutscher Fußballspieler
- Viertel, Martin (1925–2005), deutscher Schriftsteller
- Viertel, Moritz Hermann (1842–1877), deutscher Markscheider
- Viertel, Peter (1920–2007), US-amerikanischer Schriftsteller und Drehbuchautor
- Viertel, Salka (1889–1978), österreichisch-amerikanische Schauspielerin und Drehbuchautorin
- Viertel, Torsten (* 1966), deutscher Fußballspieler
- Vierthaler, Astrid (* 1982), österreichische Skirennläuferin
- Vierthaler, Ernst (1883–1970), deutscher Jurist und Landeskirchenrat
- Vierthaler, Franz Michael (1758–1827), österreichischer Pädagoge und Schulreformer
- Vierthaler, Georg (* 1957), deutscher Theater- und Opernmanager
- Vierthaler, Jacob (1720–1778), österreichischer Stuckateur und Maurermeister
- Vierthaler, Johann (1869–1957), deutscher Bildhauer
- Vierthaler, Ludwig (1875–1967), deutscher Bildhauer
- Viertl, Rudolf (1902–1981), österreichischer Fußballspieler
- Viertl, Sascha (* 1990), österreichischer Fußballspieler
- Viertler, Marion (* 2001), italienische Tennisspielerin
- Viertmann, Wilhelm (1909–1942), deutscher evangelischer Theologe
- Vierto, Paavo (1915–1941), finnischer Skispringer
- Vieru, Anatol (1926–1998), rumänischer Komponist
- Vieru, Denis (* 1996), moldauischer Judoka
- Vieru, Ioan (* 1962), rumänischer Poet und Herausgeber
- Vieru, Ioan (* 1979), rumänischer Leichtathlet
- Vieru, Natalia (* 1989), russisch-rumänische BasketballspielerinNatalia Vieru (* 1989)

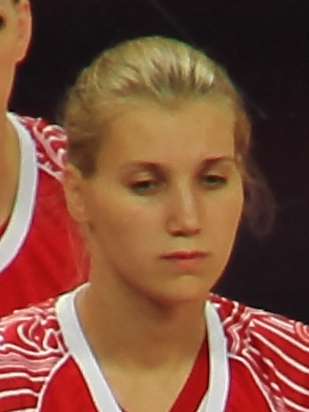
Natalia Vieru (* 1989)

- Vierzig, Siegfried (1923–2020), deutscher evangelischer Theologe und Religionspädagoge

### Vies
- Viesehon, Thomas (* 1973), deutscher Politiker (CDU), MdB
- Viesel, Anton (* 1866), badischer Bildhauer
- Viesèr, Dolores (1904–2002), österreichische Schriftstellerin und Erzählerin
- Vieser, Michaela (* 1972), deutsche Autorin und Journalistin
- Vießmann, Hans (1917–2002), deutscher Ingenieur, Techniker und Unternehmer
- Viessmann, Martin (* 1953), deutscher Unternehmer
- Viest, Rudolf (1890–1945), slowakischer General
- Viestová, Martina (* 1984), slowakische Volleyballspielerin
- Viesturs, Ed (* 1959), US-amerikanischer BergsteigerEd Viesturs (* 1959)

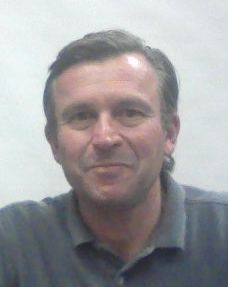
Ed Viesturs (* 1959)

- Viesulas, Romas (1918–1986), litauisch-amerikanischer Druckgraphiker und Hochschullehrer

### Viet
- Viet, Christian (* 1999), deutscher Fußballspieler
- Viet, Hans-Erich (* 1953), deutscher Filmregisseur und Hochschullehrer
- Viet, Ursula (1926–2010), deutsche Mathematikdidaktikerin
- Viète, François (1540–1603), französischer Advokat und Mathematiker
- Vieten, Heinz (1915–1985), deutscher Radiologe
- Vieten, Klaus (1932–2014), deutscher Geologe und Mineraloge
- Vieten, Michael E. (* 1962), deutscher Schriftsteller
- Vieten, Oliver (* 1967), deutscher Eishockeyspieler
- Vieten, Petra (* 1964), deutsche Schauspielerin, Model, ModeratorinPetra Vieten (* 1964)

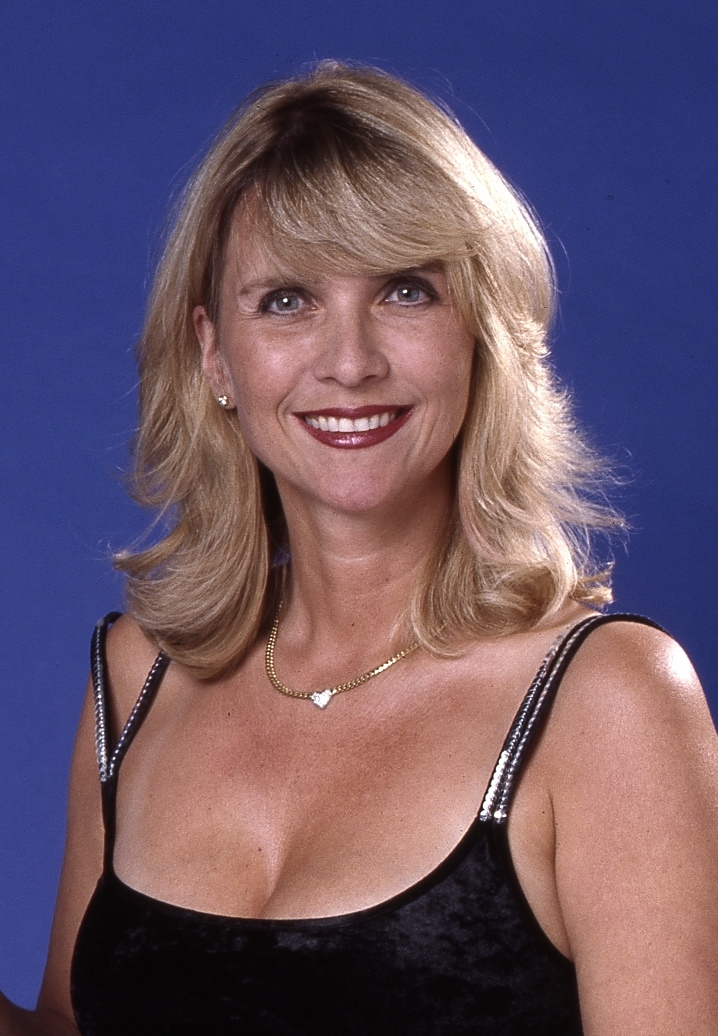
Petra Vieten (* 1964)

- Vieter, Heinrich (1853–1914), deutscher Ordensgeistlicher, Bischof in Kamerun
- Vieth von Golßenau, Johann Justus (1770–1853), sächsischer Generalmajor
- Vieth, Dorothee (* 1960), deutsche Handbikerin
- Vieth, Ferdinand (1869–1946), deutscher Genossenschaftsfunktionär und Parlamentarier
- Vieth, Gerhard (1763–1836), deutscher Lehrer und Turnpädagoge
- Vieth, Hendrik (1981–2012), deutscher Automobilrennfahrer
- Vieth, Kurt Hubert (1916–1993), deutscher Architekt
- Vieth, Reinhardt, Beamter, Reichstagsabgeordneter
- Vieth, Tom (1960–2018), deutscher Bluesmusiker, Sänger und Gitarrist
- Vieth, Udo (* 1952), deutscher Hörfunkmoderator, Autor und Dokumentarfilmer
- Vietheer, Heinrich (1883–1968), deutscher evangelischer Zeltmissionar und Begründer der Elim-Gemeinden
- Vietheer, Heinz (1921–1996), deutscher Gewerkschaftsfunktionär
- Viethen, Albert (1897–1978), deutscher Pädiater, Hochschullehrer und Klinikleiter sowie SS-Obersturmführer
- Viethen, Jan (* 1978), deutscher Schauspieler
- Vieths, Stefan (* 1960), deutscher Lebensmittelchemiker und Präsident des Paul-Ehrlich-Instituts
- Vietig, Jürgen (* 1940), deutscher Slawist, Rundfunk-Journalist und Autor
- Vieting, Joel (* 2003), deutscher Fußballspieler
- Vietinghoff genannt von Scheel, Alexander von (1800–1880), preußischer Generalleutnant und Kommandeur der 2. Division
- Vietinghoff, Aletta von (* 1979), deutsche Filmeditorin
- Vietinghoff, August von (1783–1847), preußischer Oberstleutnant
- Vietinghoff, August Wilhelm von (1728–1799), preußischer Generalleutnant
- Vietinghoff, Bruno von (1849–1905), russischer Kapitän
- Vietinghoff, Burchard Christoph von (1767–1828), deutsch-baltischer kaiserlicher russischer Kammerherr und Geheimer Rat, Herr auf Marienburg und weiteren Besitzungen
- Vietinghoff, Detlef von (1713–1789), preußischer Generalmajor, Ritter des Ordens Pour le Mérite, Chef des Garnisonbataillons Nr. 3
- Vietinghoff, Dimitri von (1836–1914), mecklenburgischer Offizier und Hofbeamter
- Vietinghoff, Eckhart von (* 1944), deutscher Verwaltungsjurist, Oberstadtdirektor in Hildesheim, Präsident des Landeskirchenamt der Evangelisch-Lutherischen Landeskirche Hannovers
- Vietinghoff, Egon von (1903–1994), Schweizer Maler, Fachbuchautor
- Vietinghoff, Friedrich von (1624–1691), dänischer Hofmeister, Träger des Dannebrogordens und Landrat der Herrschaft Pinneberg
- Vietinghoff, Friedrich Wilhelm von (1881–1929), deutscher Jurist und Diplomat
- Vietinghoff, George Michael de (1722–1807), Marschall von Frankreich
- Vietinghoff, Gotthard von (1801–1878), kurländischer Landesbeamter
- Vietinghoff, Heinrich Ludwig von (1783–1853), russischer Generalleutnant und Kartograph
- Vietinghoff, Heinrich von (1887–1952), deutscher Generaloberst im Zweiten WeltkriegHeinrich von Vietinghoff (1887–1952)

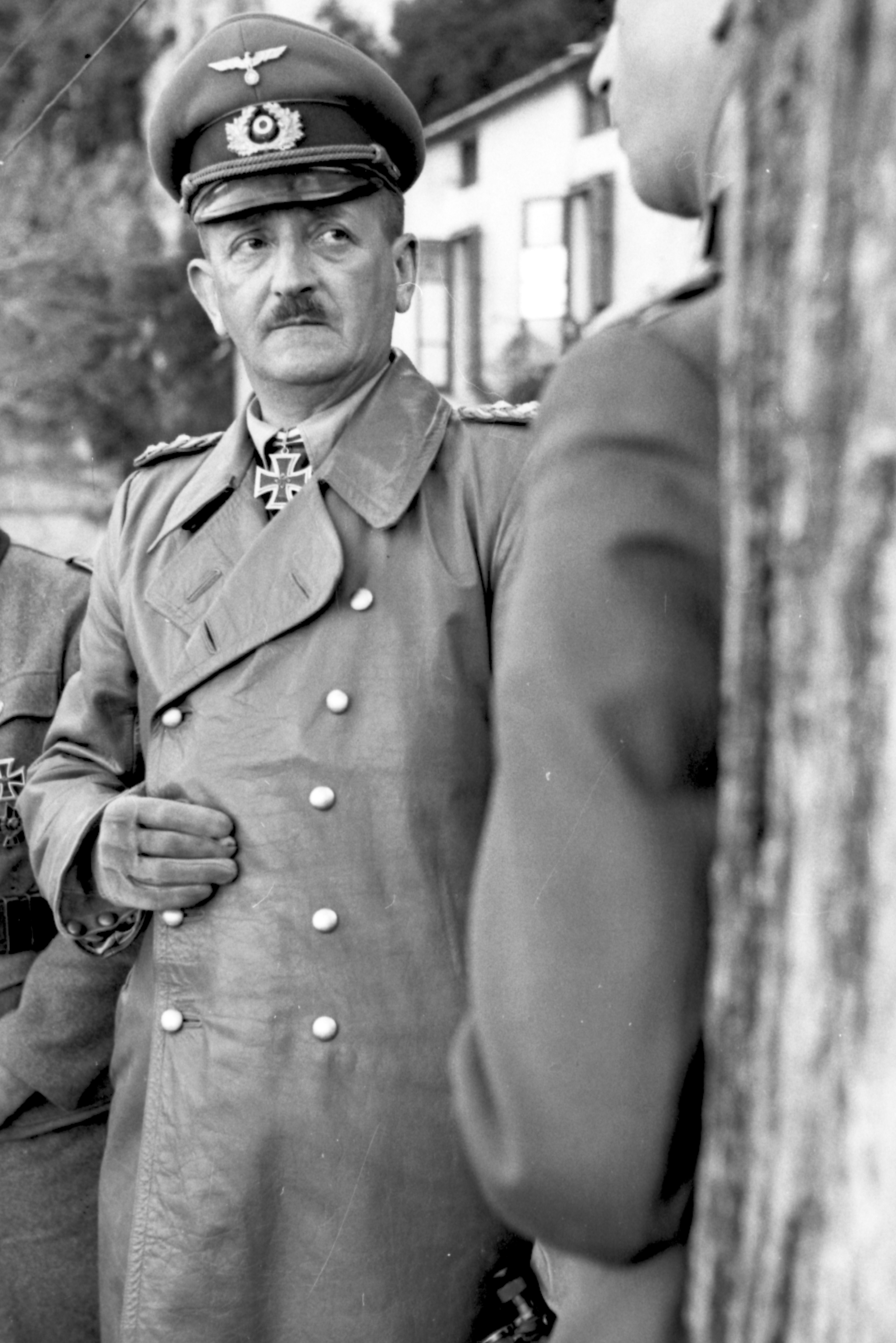
Heinrich von Vietinghoff (1887–1952)

- Vietinghoff, Hermann von (1829–1905), preußischer Generalleutnant
- Vietinghoff, Hermann von (1851–1933), preußischer General der Kavallerie
- Vietinghoff, Jeanne de (1875–1926), belgisch-schweizerische Schriftstellerin
- Vietinghoff, Joachim von (* 1941), deutscher Filmproduzent
- Vietinghoff, Johann Wilhelm von (1682–1738), mecklenburgischer Generalmajor der Kavallerie, preußischer Kammerherr und Gutsherr
- Vietinghoff, Otto Hermann von (1722–1792), Generaldirektor des allrussischen Medizinalkollegiums
- Vietinghoff-Riesch, Arnold Freiherr von (1895–1962), deutscher Forstwissenschaftler, Naturschützer und Autor
- Vietinghoff-Scheel, Boris (1829–1901), russischer Komponist
- Vietje, Elisabeth (1902–1963), deutsche Pädagogin und Politikerin (CDU), MdB
- Vietmeyer, Georg (1864–1940), deutscher Jurist und Politiker
- Vietmeyer, Heinrich (1791–1854), Landtagsabgeordneter Waldeck
- Vietor, Albert (1922–1984), deutscher Manager, Vorsitzender der Neuen HeimatAlbert Vietor (1922–1984)

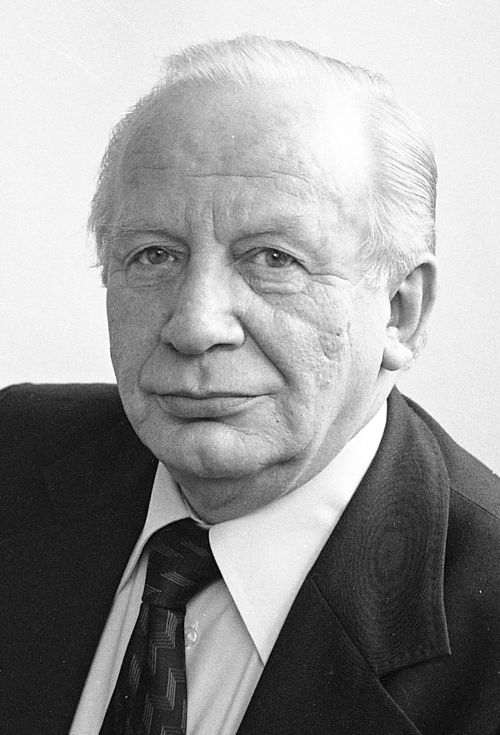
Albert Vietor (1922–1984)

- Vietor, Anna (1860–1929), deutsche Pädagogin
- Vietor, Cornelius Rudolf (1863–1932), deutscher protestantischer Geistlicher und Schriftsteller
- Vietor, Cornelius Rudolph (1814–1897), deutscher evangelischer Geistlicher
- Vietor, Heinrich († 1576), hessischer lutherischer Geistlicher, Theologe und Hochschullehrer
- Vietor, Hieronymus († 1546), Buchdrucker in Wien und Krakau
- Vietor, Jeremias (1556–1609), deutscher lutherischer Theologe und Geistlicher
- Vietor, Johann Karl (1810–1870), deutscher Unternehmer
- Vietor, Johannes (1574–1628), deutscher lutherischer Theologe und Geistlicher
- Vietor, Jürgen (* 1942), deutscher Pilot
- Vietor, Justus (1532–1575), deutscher lutherischer Theologe und Geistlicher
- Vietor, Karl (1861–1934), deutscher Kaufmann
- Viëtor, Karl (1892–1951), deutscher Germanist
- Vietor, Ludwig (1800–1859), deutscher Jurist und Politiker
- Vietor, Philipp Otto (1646–1718), hessischer reformierter Theologe und Superintendent
- Vietor, Theodor (1560–1645), deutscher Altphilologe und Hochschullehrer
- Viëtor, Wilhelm (1850–1918), deutscher Philologe, neusprachlicher Reformer
- Vietor-Engländer, Deborah (* 1946), britische Literaturwissenschaftlerin
- Vietoris, Christian (* 1989), deutscher AutomobilrennfahrerChristian Vietoris (* 1989)

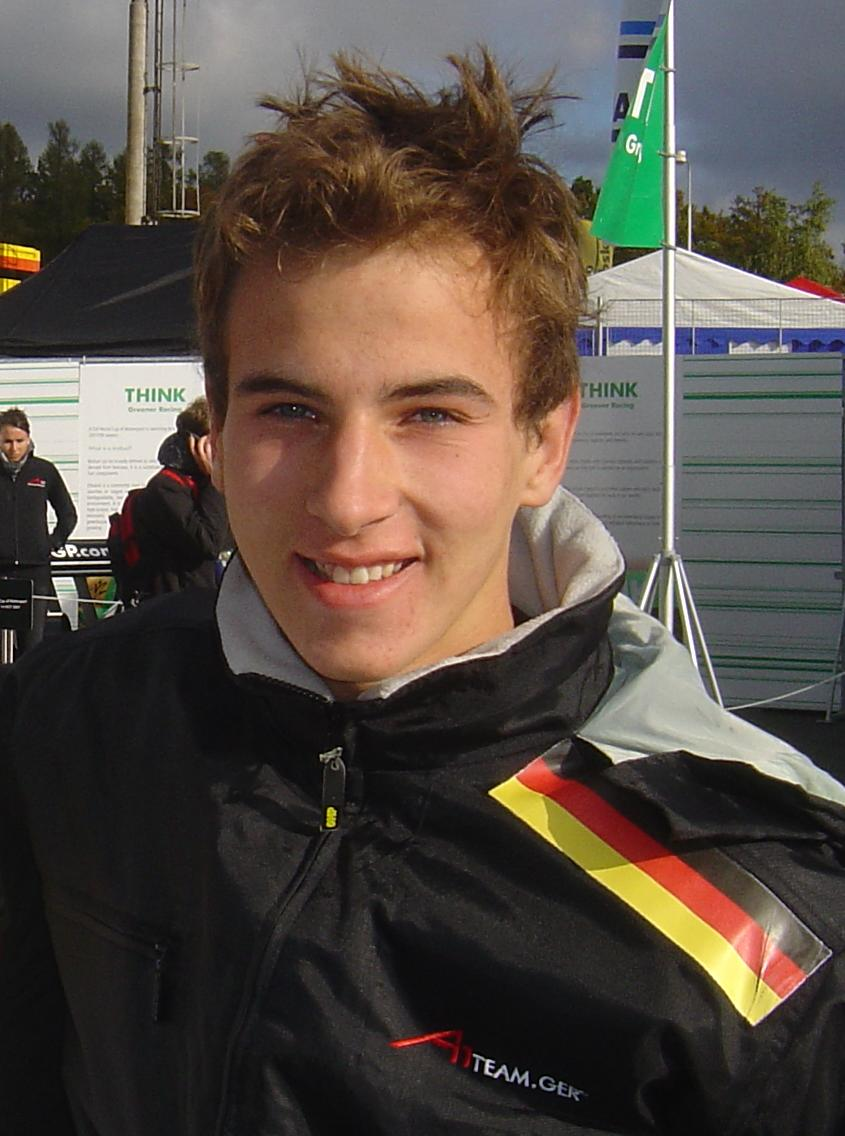
Christian Vietoris (* 1989)

- Vietoris, Leopold (1891–2002), österreichischer Mathematiker und Supercentenarian
- Viets, Angelika (* 1954), deutsche Diplomatin
- Vietsch, Eberhard von (1912–1982), deutscher Historiker und Archivar
- Viett, Inge (1944–2022), deutsche Terroristin
- Vietta, Egon (1903–1959), deutscher Reiseschriftsteller, Essayist, Dramatiker und Kritiker
- Vietta, Silvio (* 1941), deutscher Literaturwissenschaftler
- Viette, Jules (1843–1894), französischer Politiker
- Viette, Pierre (1921–2011), französischer Entomologe
- Vietti, Celestino (* 2001), italienischer MotorradrennfahrerCelestino Vietti (* 2001)

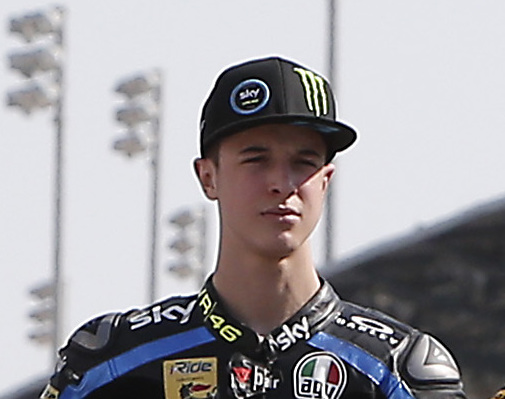
Celestino Vietti (* 2001)

- Vietto, Luciano (* 1993), argentinischer Fußballspieler
- Vietto, René (1914–1988), französischer Radrennfahrer
- Vietz, Ferdinand Bernhard (1772–1815), österreichischer Mediziner und Botaniker
- Vietz, Gregor (1890–1965), deutscher Langstreckenläufer
- Vietz, Michael (* 1968), deutscher Politiker (CDU), MdB
- Vietz, Ronald (* 1976), deutscher Filmregisseur, Drehbuchautor und Filmproduzent
- Vietz, Udo (1906–1965), deutscher Conferencier und Autor
- Vietze, Hans-Peter (1939–2008), deutscher Mongolist
- Vietze, Heinz (* 1947), deutscher Politiker (Linke), MdL, SED-Funktionär, inoffizieller Mitarbeiter der DDR-Staatssicherheit
- Vietze, Helmut (1925–2002), deutscher Jazz- und Unterhaltungsmusiker (Klarinette, Saxophon, Flöte)
- Vietze, Kris (* 1968), Schweizer Politikerin
- Vietzen, Hermann (1902–1984), deutscher Politiker (FDP/DVP), MdL (Baden-Württemberg)
- Vietzen, Laura (* 1991), deutsche Schauspielerin
- Vietzke, Hans (* 1901), deutscher Schriftsteller, Liedtexter, Drehbuchautor, Bühnenautor, Filmproduzent, Film-Dramaturg und Filmregisseur

### Vieu
- Vieuchange, Michel (1904–1930), französischer Abenteurer
- Vieussens, Raymond († 1715), französischer Anatom
- Vieusseux, Giovan Pietro (1779–1863), italienischer Schriftsteller und Herausgeber
- Vieux, Antonio (1904–1961), haitianischer Schriftsteller, Politiker und Diplomat
- Vieux, Maurice (1884–1951), französischer Bratschist, Komponist und Hochschullehrer
- Vieux-Chauvet, Marie (1916–1973), haitianische Schriftstellerin
- Vieuxpont, Robert de, anglonormannischer Magnat
- Vieuxtemps, Henri (1820–1881), belgischer Violinist und Komponist der RomantikHenri Vieuxtemps (1820–1881)

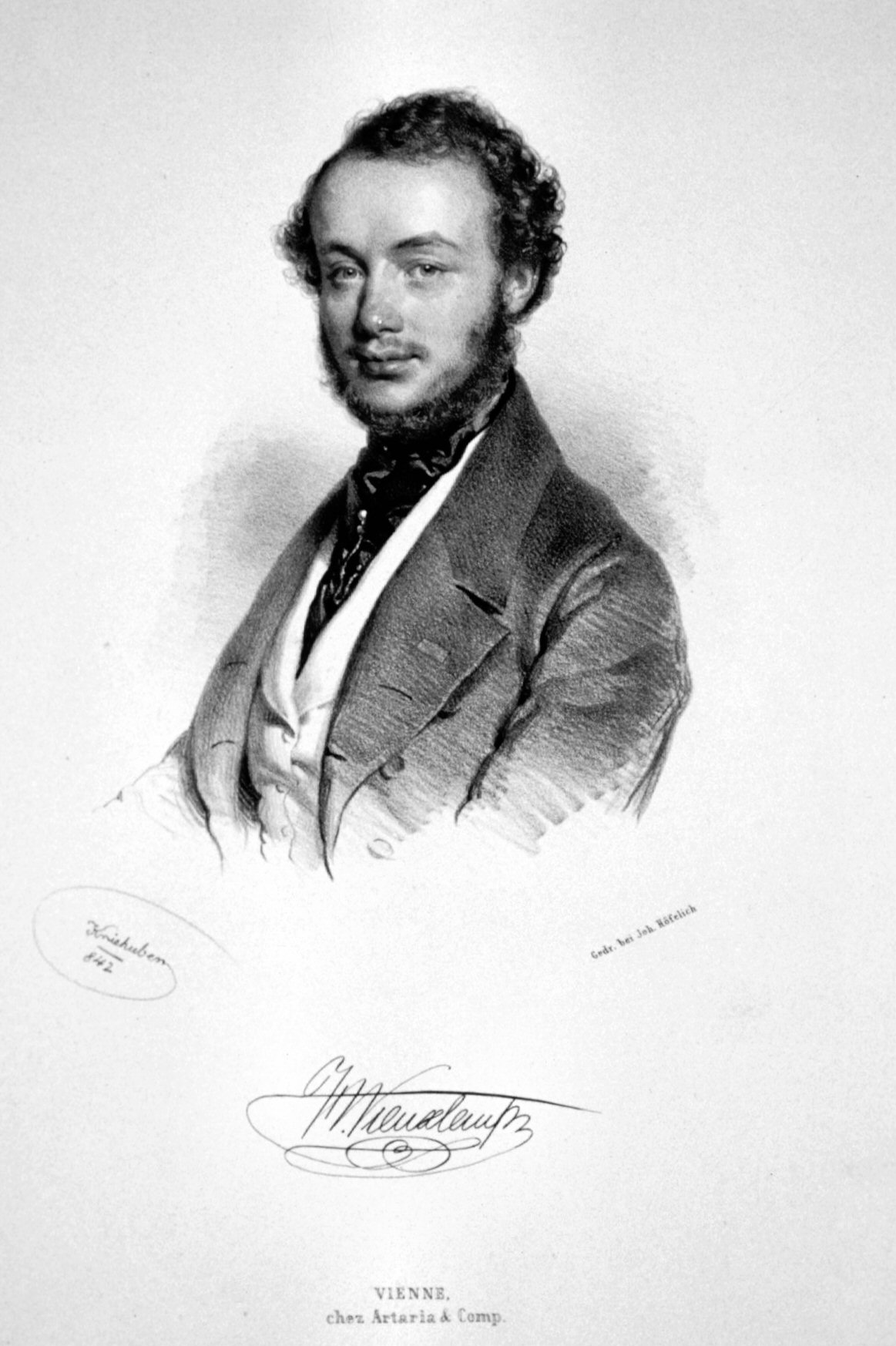
Henri Vieuxtemps (1820–1881)

- Vieuxtemps, Paul (* 1999), thailändischer Freestyle-Skier

### View
- Vieweg, Alexander (* 1986), deutscher Speerwerfer
- Vieweg, Eduard (1797–1869), deutscher Verleger
- Vieweg, Friedrich (1761–1835), deutscher Verleger
- Vieweg, Heinrich (1826–1890), deutscher Verleger
- Vieweg, Heinz (* 1920), deutscher Science-Fiction-Schriftsteller
- Vieweg, Jörg (* 1971), deutscher Politiker (SPD), MdL
- Vieweg, Karl Friedrich (1761–1833), deutscher Entomologe
- Vieweg, Klaus (* 1951), deutscher Jurist und Hochschullehrer
- Vieweg, Klaus (* 1953), deutscher Philosoph und AutorKlaus Vieweg (* 1953)

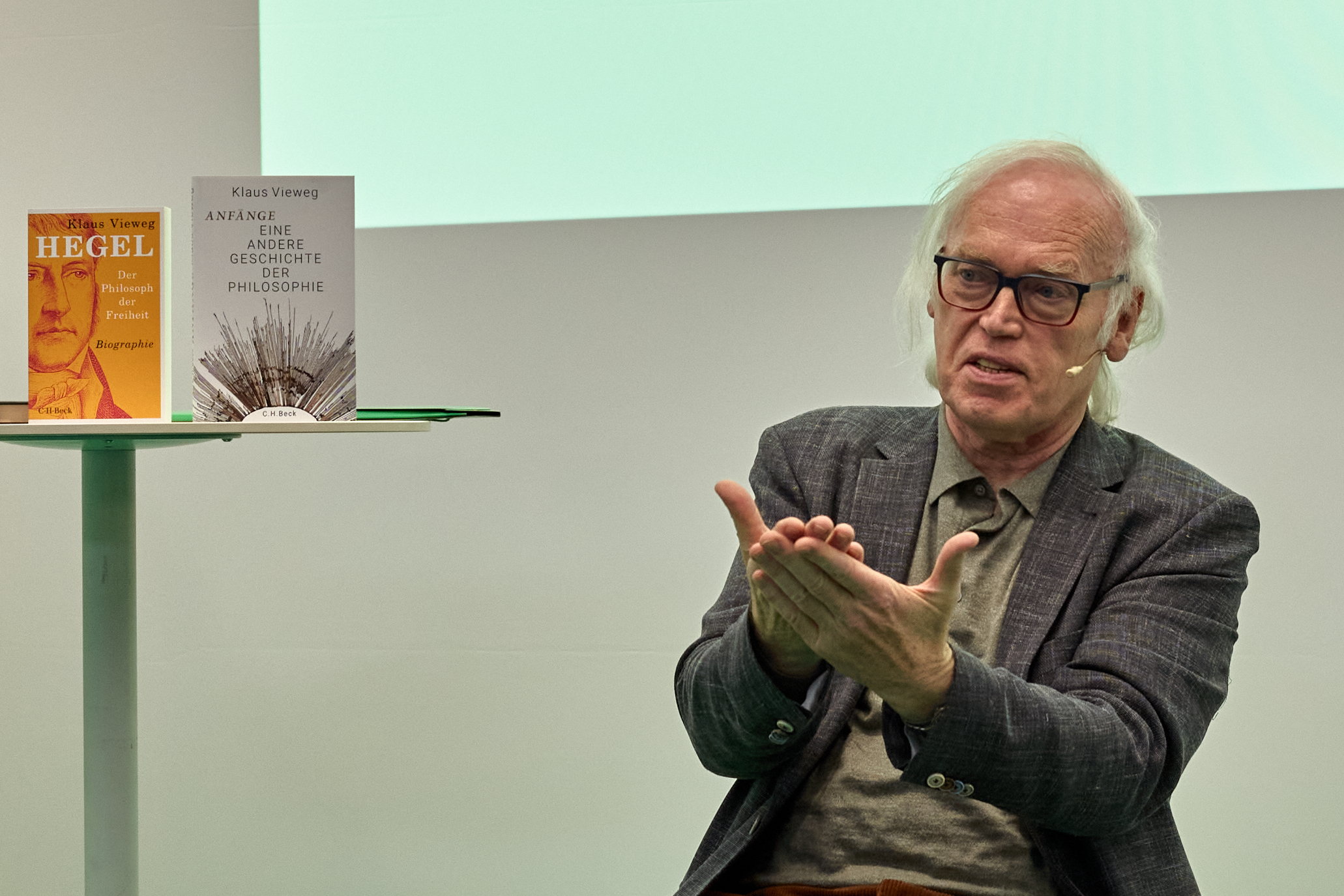
Klaus Vieweg (* 1953)

- Vieweg, Kurt (1911–1976), deutscher Politiker (SED), MdV, Sekretär für Landwirtschaft im ZK, Generalsekretär der VdGB, Hochschullehrer
- Vieweg, Manfred, deutscher Fernsehredakteur und Moderator
- Vieweg, Olivia (* 1987), deutsche Comiczeichnerin und -autorin
- Vieweg, Richard (1896–1972), deutscher Physiker und Präsident der Physikalisch-Technischen Bundesanstalt
- Vieweger, Dieter (* 1958), deutscher Archäologe und Theologe
- Viewegh, Michal (* 1962), tschechischer Schriftsteller

### Viey
- Vieyra, Federico Matías (* 1988), argentinischer Handballspieler
- Vieyra, Paulin Soumanou (1925–1987), beninischer Pionier des afrikanischen Kinos

### Viez
- Viezee, Kevin (* 1997), niederländischer Mittelstreckenläufer
- Viezens, Thomas (* 1962), deutscher Dommusikdirektor
- Viezenz, Günther (1921–1999), deutscher Offizier, zuletzt Oberst der Bundeswehr
- Viežnaviec, Eva (* 1972), belarussische Journalistin und Schriftstellerin